# あさが来た
『あさが来た』（あさがきた）は、2015年度後期放送のNHK「連続テレビ小説」第93作で、2015年9月28日から2016年4月2日まで放送されたテレビドラマ。放送期間平均視聴率は23.5%（ビデオリサーチ調べ、関東地区・世帯。以下略）となり、連続テレビ小説としては今世紀最高の視聴率を記録した（詳細は作品の評価を参照）。
2016年4月23日に、スピンオフドラマ『割れ鍋にとじ蓋』がBSプレミアムで放送された。
2018年11月6日から2019年6月12日までNHK総合で再放送された。このほか、2022年11月21日から2023年5月22日（月曜19時 - 20時50分）までBS12でも放送された。

## 企画・制作

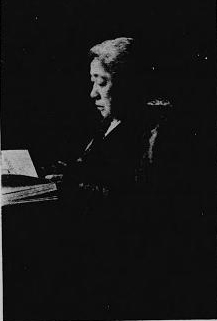
白岡あさのモデル、広岡浅子（自伝『一週一信』（大正7年 1917年））より

ヒロイン・白岡あさのモデルは大阪を拠点に活動した実業家で教育者の広岡浅子で、その生涯を描いて1988年（昭和63年）に出版された古川智映子の『小説 土佐堀川』を原案とし、大森美香が脚本を手掛ける。広岡浅子は、京都の豪商小石川三井家の三井高益の四女に生まれ、大阪の豪商加島屋一族の広岡信五郎に嫁ぎ、幕末から大正の、日本人の女性が表舞台に出ることがなかった時代に、企業経営者として、銀行、生命保険会社、さらには女子大学を日本で初めて作る女性起業家のパイオニアである。
物語は、NHK連続テレビ小説では初めて江戸時代の安政4年（西暦1857年）から始まり、様々な困難を乗り越えて成長するあさと、その家族らを通して、社会に貢献するさまを描くとしている。
タイトルの「あさが来た」は、「あさ（朝）が来ると新しい世界が始まるような『社会を明るくする』ドラマにしたい」という思いが込められている。また、本作は激動の時代を生き抜いた夫婦愛を描くため、実話の人物・企業・団体名などを改変して大幅に脚色し、フィクションとして制作される。
ヒロインの人選は『マッサン』と同様に、17歳から33歳までと事実上の年齢制限を設けた公募オーディションが行われ、2015年3月12日、NHK大阪放送局での記者会見で波瑠に決定したと発表された。当時歴代最多の2590人が応募した。
2015年4月23日には出演者発表会見が大阪局で行われ、5月15日に京都の松竹撮影所でクランクインした。江戸時代後期の豪商の娘を演じるため、クランクイン前から波瑠や宮崎をはじめ子役も、所作や箏、そろばん、習字などを練習して撮影に臨んだ。また、ヒロインあさ愛用のそろばん・パチパチはんも準備され、6月2日に大阪局でスタジオ撮影がスタートし、同局スタジオに、朝ドラ史上最も裕福な家に生まれた設定のヒロイン「あさ」の実家・今井家や婚家・加野屋などの豪華セット、炭坑のセット、銀行のセットなどを設けて撮影された。
2015年11月11日、追加キャストとなる新たな出演者発表会見が大阪放送局で行われ、2016年3月5日、大阪局スタジオでクランクアップした。通常はマスコミにラストシーンが公開されるが非公開であった。

### ロケ地など
兵庫県 姫路市
兵庫県立大学環境人間学部 講堂 ゆりの木会館 - 第1回冒頭、第144回の入学式の場面
京都府 亀岡市
へき亭 - 第24回、玉利友信邸玄関
滋賀県 甲賀市
水口こどもの森、甲南町、野洲川 - 倒産した眉山家がたどり着いた農村
滋賀県 大津市
雄琴のみかん畑 - 第55回、惣兵衛が視察したみかん畑
愛知県 犬山市
博物館明治村 - 第75回、上京するあさとうめが乗車した陸蒸気
和歌山県 有田市
千田のみかん農園 - 第19週、眉山家が営むみかん畑
大阪府 東大阪市
樟徳館 - 第20週、第24週、大隈重信邸

#### ロケ地ギャラリー

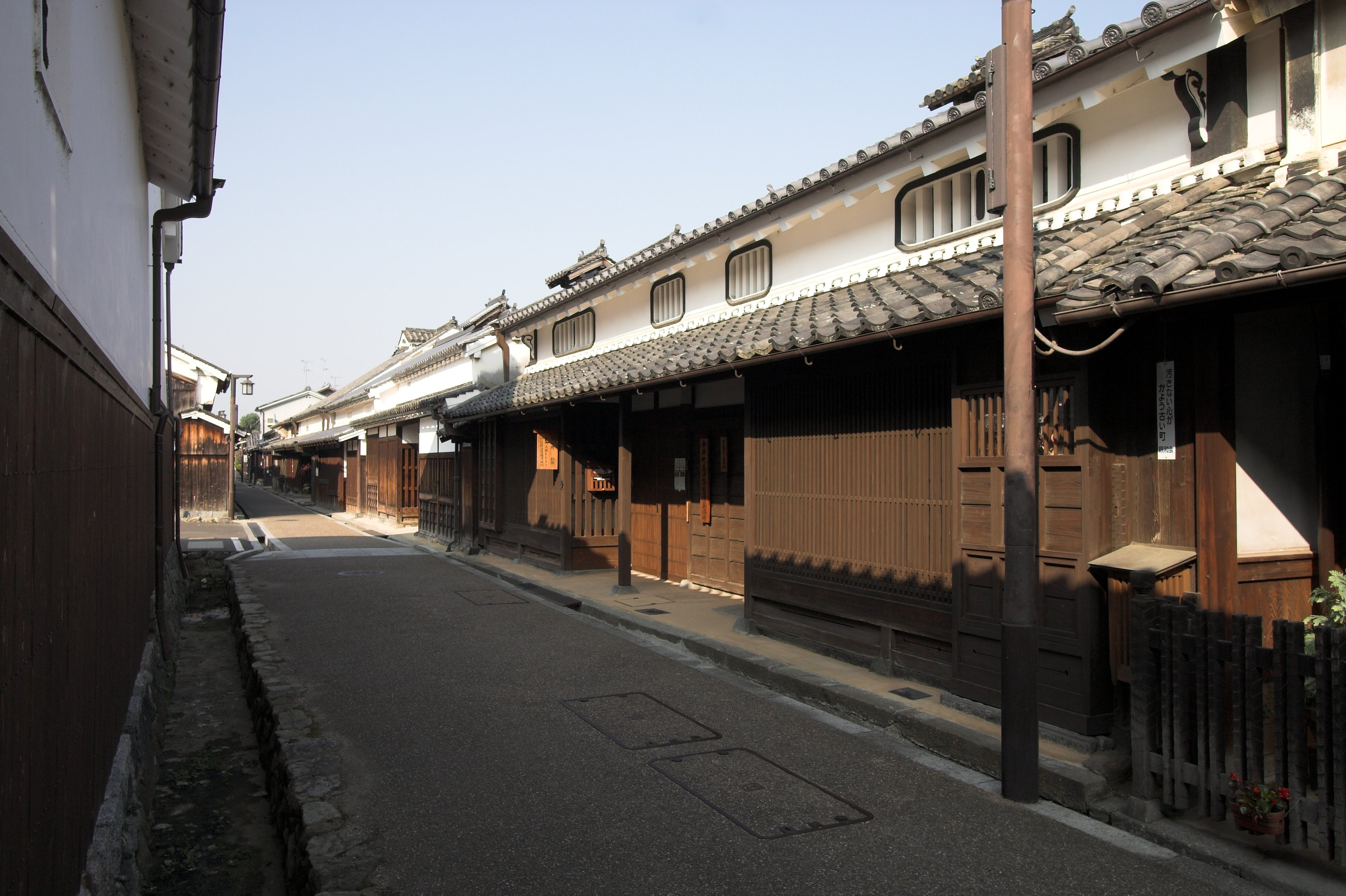
奈良県橿原市今井町（あさの実家・京都の今井家界隈）
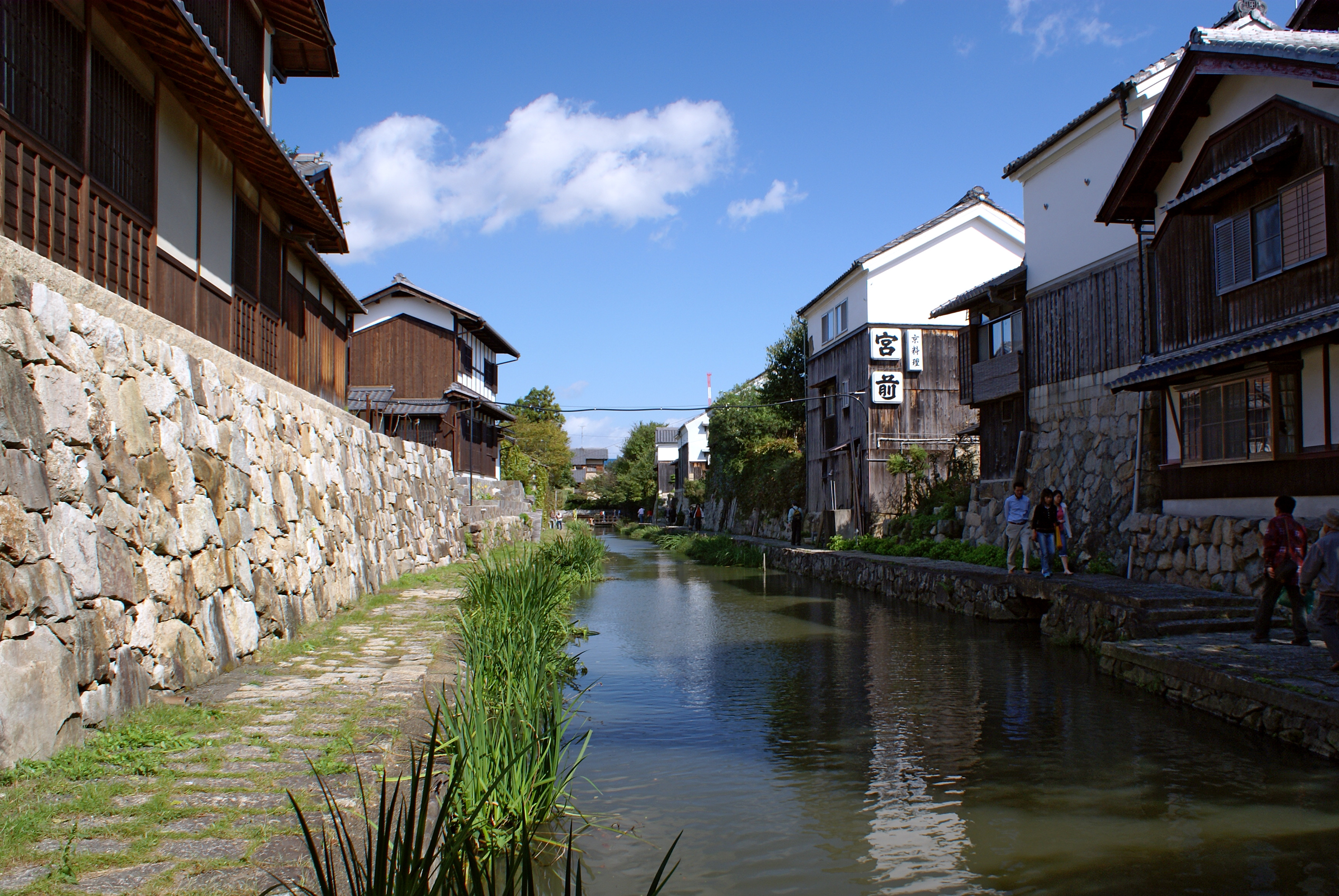
八幡堀（はつが山王寺屋へ嫁ぐ場面）
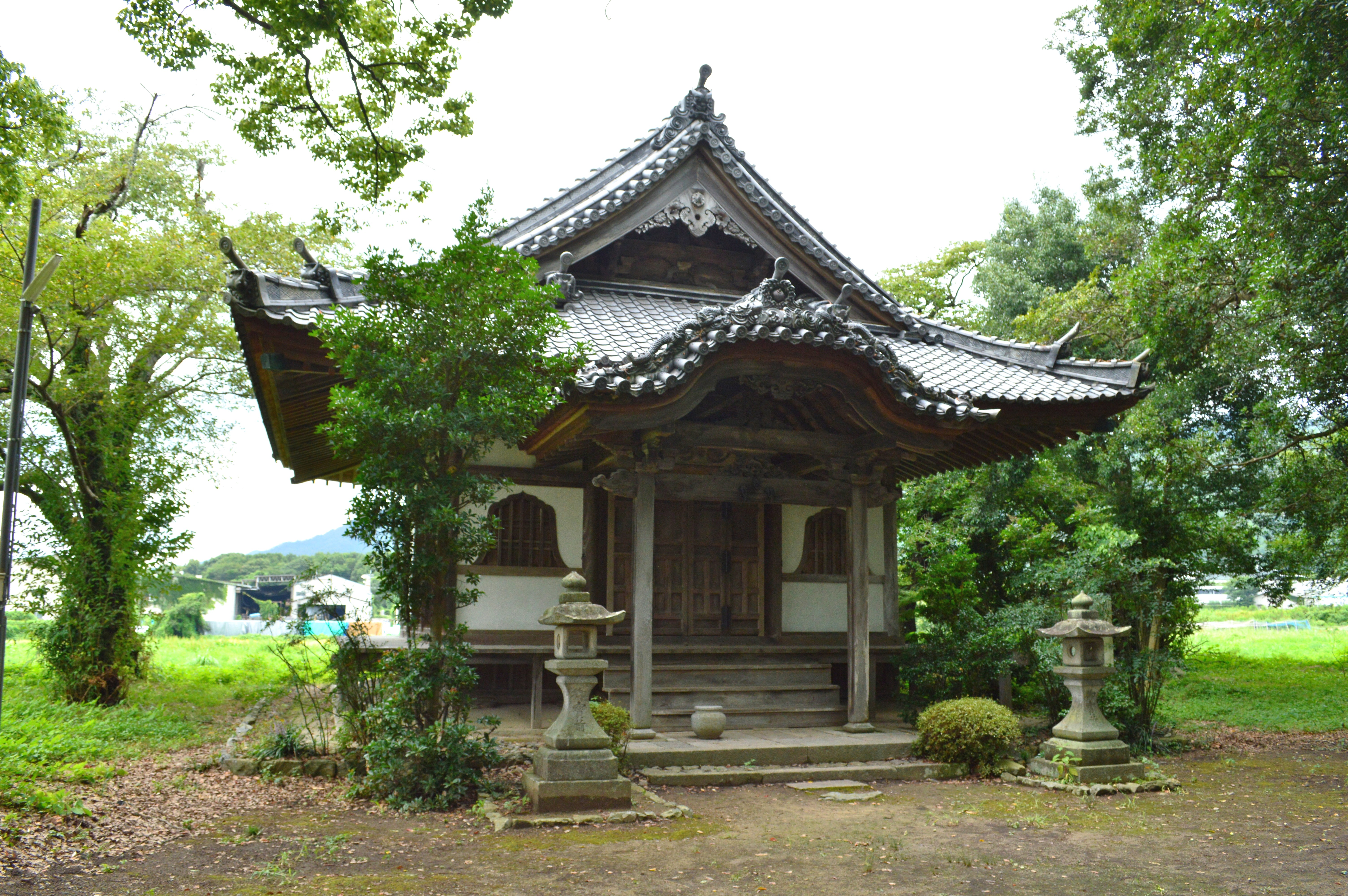
京都府亀岡市丹波国分寺（第35回 新次郎があさを迎えに来る場面）
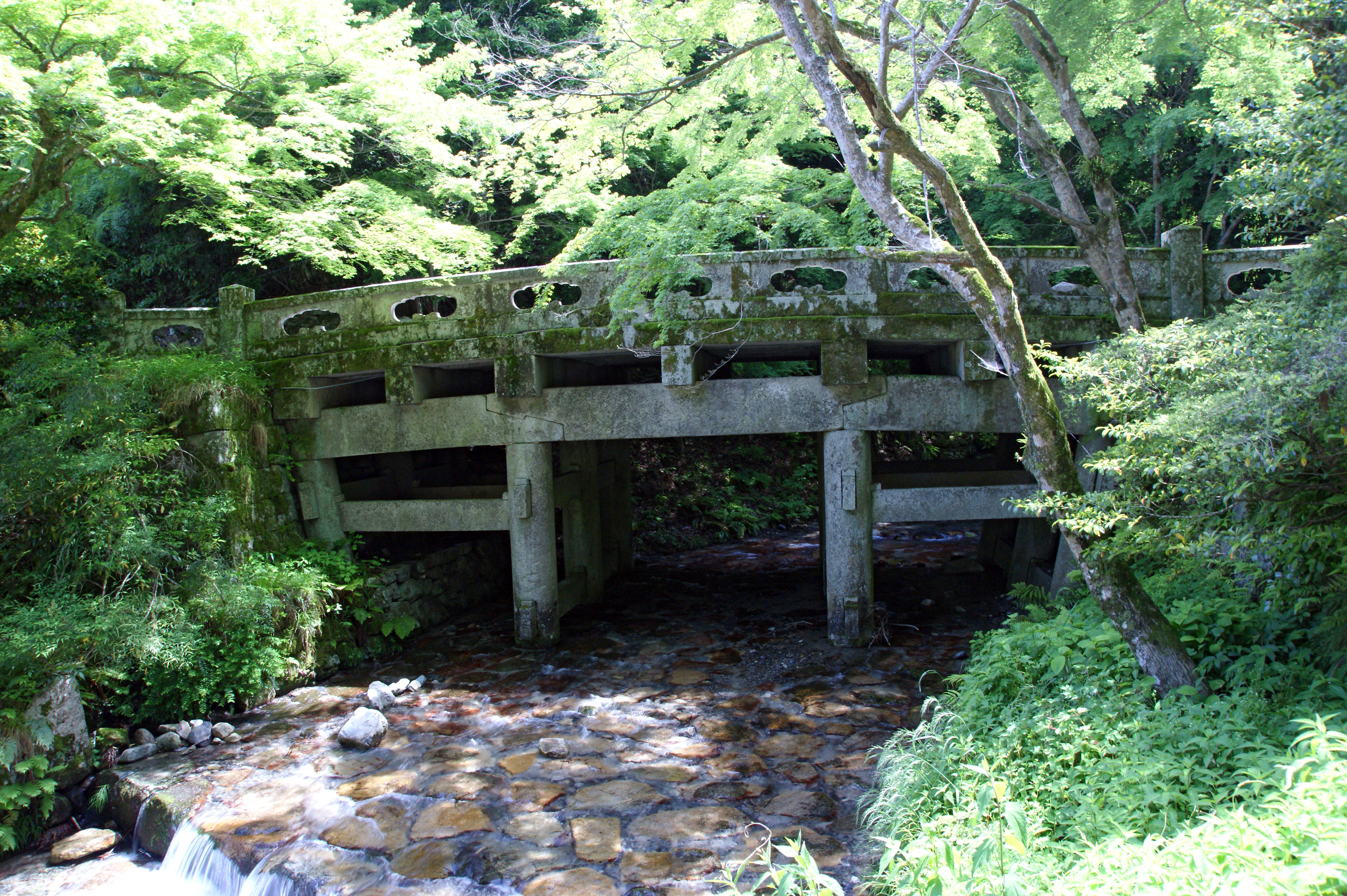
日吉大社 大宮橋（第53回 新次郎がはつを送る場面）
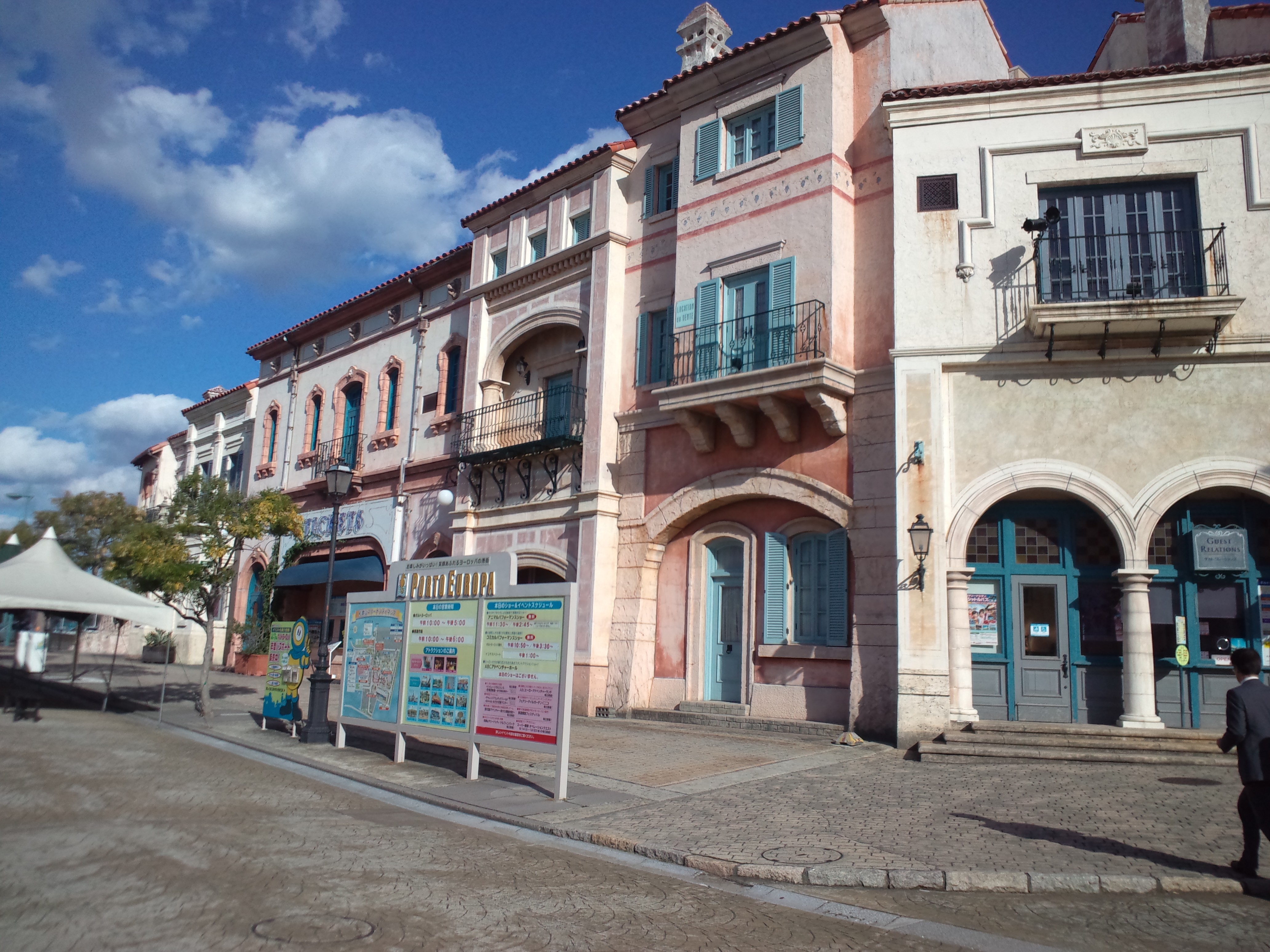
和歌山マリーナシティ・ポルトヨーロッパ（第13週 あさとうめが訪れた明治11年の東京の街並み）
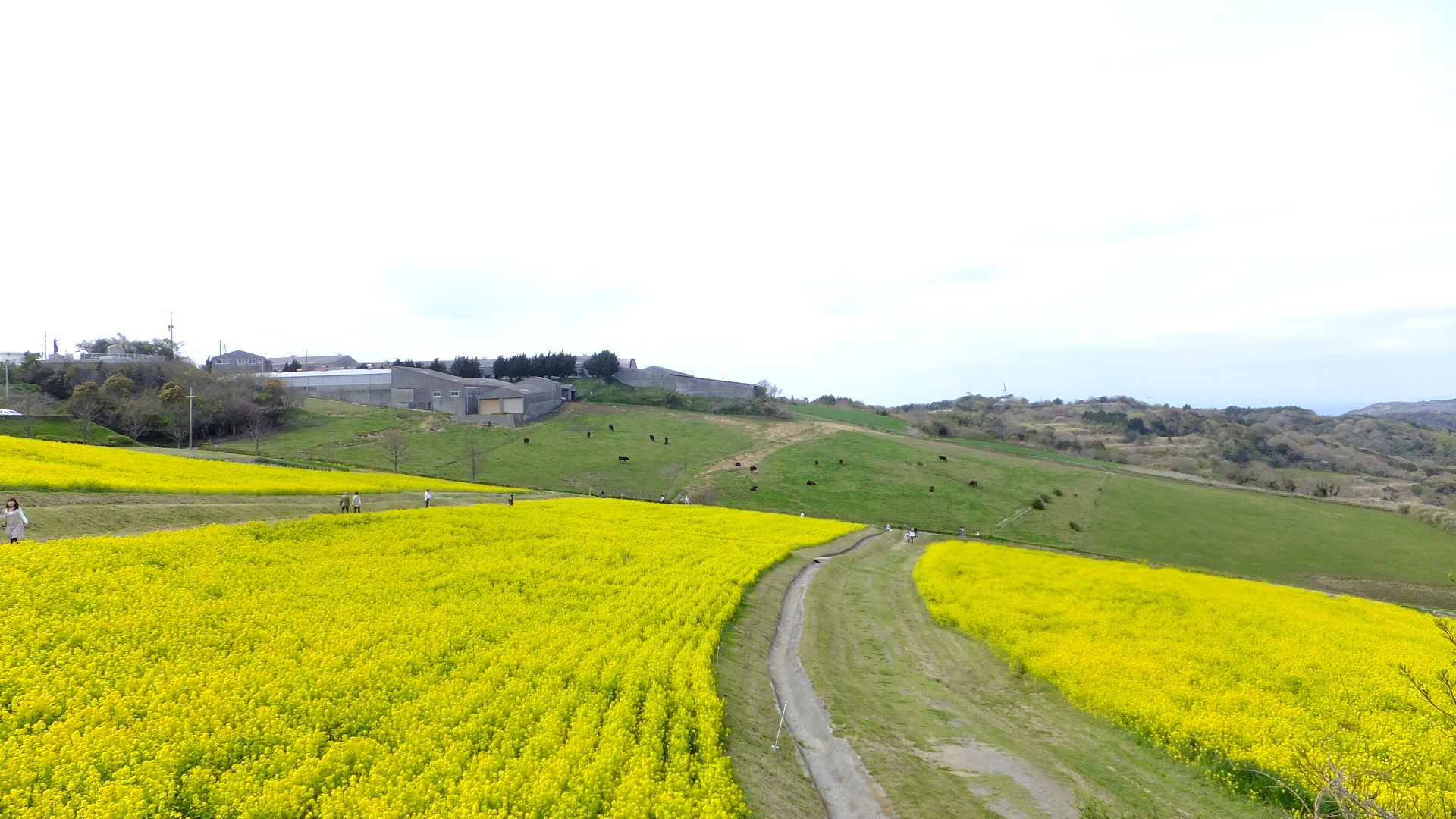
兵庫県立あわじ花さじき（最終回 あさが講義をする場面、あさが新次郎と再会する菜の花畑）

## あらすじ
総集編（前編）、総集編（後編）のサブタイトルに準じる。

### 九転び十起き（第1週 - 第13週）
1901年（明治34年）、白岡あさは「日の出女子大学」の入学式での壇上にて、学問を推奨する祝辞を入学者に述べていた。
遡ること1861年（文久元年）、京都の豪商・今井家の次女・あさは、お転婆で好奇心旺盛な11歳の少女だった。ある日、女ゆえに学問を許されないことや勝手に結婚を決められたことに不満を持ち、父・忠興に猛反発して押入れに閉じこもる。そこへ訪れた許婚の白岡新次郎は、ゆっくり考えた上で将来を決めるよう諭し、梅の木で誂えたそろばんを贈る。やがて父からそろばんの手習いを許されてその才能を発揮、いつしか店の番頭たちが目を見張るまでに上達していく。（第1週）
時は流れ1865年（慶応元年）、15歳に成長したあさは相変わらずお転婆で、両親や付き人たちを悩ませていたが、同年春に姉・はつと、それぞれ祝言を挙げることが決まる。しかし久々に面会に現れたはつの許婚・眉山惣兵衛は冷淡で、義母となる菊からは威圧され、はつは気丈に振る舞うが結婚への不安が増していく。一方、あさを定期的に訪ねていた新次郎は、恋文を送ったのを最後に連絡を断つ。音沙汰無くあさが不安を募らせていた頃、新次郎は重篤の兄に心を痛めていた。祝言を挙げる直前になって新次郎と彼の父・正吉が今井家を訪れ、兄の急逝により祝言の延期を申し出る。こうしてはつの祝言から半年後に、あさも白岡家に嫁入りするが、新次郎は道楽に興じて家に寄り付かず、さらに家業に関われないなど制約が多いなか、店の人々とは次第に仲良くなって経営について内緒で教えてもらうようになる。また店に貸付を強要した新選組に立ちはだかり返済の約束を交わしたあさは、その日より新次郎に大人の女性と認められ床を共にするようになる。
新次郎の協力を得て加野屋の現状を知り、以前出会った武士・五代才助から聞いた「世の中が変わる」との言葉を気にして正吉に大名への貸付の回収を提案するが、長年の信用を理由に却下され経営を委ねるようにたしなめられる。しかし1件のみ取り立てを許され、一部金ながらも回収に成功し功績を認められて以後取り立てに出回るようになる。そんな時、新政府は倒幕の軍資金十万両の貸付を加野屋に要請し、さらに銀目停止の通達により困惑した人々が店に押しかける。それらの対処を終えた時には店の資金は底をつき、あさは借金を申し込みに奈良の豪商・玉利友信を訪ねる。当初は貸付を渋っていた玉利だが、新たに事業を始めて返済すると約束したあさに将来性を見込み、無利子で資金を貸す。
一方はつは、外部との接触を菊に禁じられ、逆らうと蔵に閉じ込められる仕打ちを受けていた。やがて山王寺屋も窮地に陥って、惣兵衛とともに実家に借金を申し込みに行くが、返済の目処が無いことから断られる。（第2週 - 第4週）
1868年（明治元年）、時代の変化をなんとか乗り切った加野屋も落ち着き始め、あさははつを心配して山王寺屋を訪ねるが、店は廃業し夜逃げ後であった。粗末な長屋で眉山一家を見つけるが、はつから冷たく追い返される。後日再び失踪して、あさはひどく落ち込むが、五代に勧められるまま大阪商人の寄り合いに出席したことを機に商売への興味がさらに増し勉強に打ち込む。一方、新次郎は百姓の納屋を間借りする眉山一家を探し出し、当初はあさに内緒で通い支援をするが、その内に知られることとなる。こうして再会したあさとはつは、互いに近況を話し合う。
新次郎の話であさが新たな商売として石炭に着目した頃、はつの妊娠が判明するが、惣兵衛が突如姿をくらます。あさは加野屋を支えるために炭坑経営を切願するが、資金不足や現場が遠距離であることから反対される。それでも鉱山買収方法を思案するあさを、義母・よのは快く思わず、さらに子宝に恵まれないことから、新次郎に妾を持たせようと考える。よのの考えを知り気落ちしたあさは、1871年（明治4年）、正吉から炭坑経営の心得として夫と仕事との選択を迫られ、不本意ながら新次郎に妾を取るよう願い出るが、新次郎はあさを愛するゆえに拒否する。その頃、炭坑主の未亡人・櫛田そえが加野屋を訪ねてくる。あさの思いを知り協力的な義父を見た櫛田は、加野屋に「蔵野炭坑」を譲ることを決める。こうしてあさは、新次郎にも背中を押され、1872年（明治5年）、炭坑がある九州・筑前へと旅立つ。（第5週 - 第6週）
九州の炭坑に到着はしたが、坑夫たちは「女の下で働く」ことを拒絶し働こうとしない。彼らと話し合ううちにもみ合いとなって転倒した時に、五代から「お守り代わり」にと持たされた拳銃が懐から落ち暴発する。坑夫の妻たちは、あさが拳銃で脅迫していると誤解し、坑夫たちも仕方なく働くことを決める。心配して炭坑を訪れた新次郎から、あさには武器は似合わないと優しく諭され、翌日、坑夫たちに拳銃を盾にした言動を謝罪して国の未来を支える石炭を採る彼らを讃えるが、彼らの代表として支配人・宮部と相撲を取ることになり、結果、あさが勝利する。以来、坑夫たちはあさに信頼を置き働くようになる。その頃、長男・藍之助が誕生し1年経ったはつは、五代からの情報を受けて賭博場で惣兵衛を発見する。はつを不幸にしたと自責する惣兵衛であったが、彼女に説得されて帰宅する。（第7週）
九州の炭坑から大阪へ戻ろうとした矢先、祖父・忠政の危篤の知らせを受けて京都の実家へ直行する。親族で祖父の最期を看取った後、今井家は政府の勧めで銀行開設に向けて、東京移転の準備を進める。はつの境遇に心を痛める母・梨江は、今井家の和歌山の土地の権利書を頑なに拒むはつに渡そうとする。あさから、はつ夫婦を信じて応援する貸付だと説得されてようやく権利書を受け取る。今井家が東京へ旅立った後、あさは正吉に銀行開設の相談を持ちかけるが、今はその時ではないとたしなめられる。坑夫やその家族が夢を持てるようにと労働の改革を進めようとするが、納屋頭たちの反対を受けて難航する。新次郎と会えない日々が続く寂しさを押し殺し、寝る間を惜しんで炭坑を手伝いながら納屋頭たちの説得を続けるうちに、やがて多くの納屋頭の賛同を得て改革を実行し、炭坑の人々から感謝されるが夫を差し置いて働く姿勢を叱責される。
11月になり、加野屋で襲名披露が行われた。正吉は引退し、榮三郎は八代目を襲名し、新次郎はその後見人となり、あさは加野炭坑を担うとお披露目される。一方惣兵衛は、はつから土地の譲渡を聞き、現地・和歌山を視察してみかん農業を始めることを決意する。当初反対していた菊も、家族の説得に折れる。そして白岡家の計らいであさとの時間を過ごしたはつは、翌早朝、一家で和歌山へと旅立って行く。（第8週 - 第10週・59回）
その後も大阪と九州を行き来するうちに妊娠が判明するが、反抗的な態度をとる納屋頭・サトシの動向が気になり炭坑に留まり続ける。しかし、つわりで体調を崩し、迎えに来た新次郎とうめに連れられ大阪に帰る。そして長女・千代が誕生する。親子でひとときの穏やかな日々を送る中、炭坑で落盤事故が起きたと知らせが届き、あさは千代を新次郎に託して五代とともに急ぎ現場に駆けつける。事故ではなく何者かが故意に起こした事件だと五代は推理するが、結果は事故として処理される。正吉は、事故後の現場復興に大番頭・雁助を炭坑に差し向ける。実は、サトシは加野屋から独立した元大番頭の息子・松造で、雁助と対面後に突如炭坑から姿を消す。大阪のあさと新次郎の前に現れた松造は、加野屋を恨み落盤事故を首謀したことなどを自白するが、あさからは叱責され、さらに病床の正吉から謝罪され、父の思い出話を聞いて、加野屋とのわだかまりも解けて警察へ出頭する。
その後、正吉は他界し、あさは再び大阪と九州を往復する日々を送る。1878年（明治11年）、五代の誘いを受けて初めて東京へ行き、友人で内務卿の大久保利通を紹介される。銀行を開業した父とアメリカ留学から帰国した弟とも再会し、また、「学問のすゝめ」の著者・福沢諭吉と偶然出会う。帰阪間際に大久保が暗殺されたことを知って急遽五代の元を訪ね、大久保に代わり五代の心の友となることを誓う。（第10週・60回 - 第13週）

### 柔らかい心（第14週 - 第26週）
1879年（明治12年）、女中・ふゆは、新次郎への恋心を胸に秘めたまま、父親が決めた縁談を受け入れようとする一方で、新次郎の妾候補だったことを知り複雑な思いを抱く。新次郎と出かけた帰り道に思いを告白するが失恋。傷心で涙するふゆの元に駆けつけた亀助は優しく寄り添い慰める。結局この出来事が原因で縁談は破談となるが、亀助に求婚され彼との結婚を決める。祝言を終えた亀助とふゆは、九州の加野炭坑で新たな生活を始める。（第14週）
1880年（明治13年）、榮三郎はさちと結婚し、よのは大奥様、さちは若奥さん、あさは奥さんと呼ばれるようになる。1881年（明治14年）、加野炭坑の借金もようやく返し終わりあさは銀行設立を願望したが、雁助の反対と五代の助言もありひとまず銀行設立は保留して新しい炭坑を買う。
あさと美和、新次郎と五代はそれぞれ友情を育てていくが、仕事をしない新次郎と仕事に忙しいあさは、娘の千代の「なんでだす（どうして普通の家と違うのか）」に戸惑う。その頃、五代が計画していた「北海道の官有物払い下げ」は官民癒着であるという新聞記事が載り、五代は世間から「悪徳商人」と呼ばれ大阪商人たちから非難を浴びる事態になる。しかし、新次郎と榮三郎の機転で五代の疑いは晴れ、大阪の繁栄のために生涯尽くすと誓った五代だったが、病に冒され始めていた。（第15週）
新しく買った炭坑が当たって、あさは次々と九州の炭坑を買い進め、加野炭坑は大きくなっていった。榮三郎と雁助の話し合いの結果、ついに加野銀行を3年後に設立することを決定する。いよいよ両替屋の加野屋がなくなることが決まって、雁助は店を去ることを考え、雁助と心を通わせるうめも思い悩み、2人の仲を知るあさも鬱々とする。
五代の助言もあり、銀行の頭取に榮三郎、その他の会社の社長は新次郎が務めることになる。その五代は、病を押して精力的に働いていたが病が悪化し、東京で療養生活に入って1か月後の、1885年（明治18年）9月に他界する。
3年後の加野銀行創立を目指して、大蔵省会計監査院で働いていた山崎平十郎を雇い入れる。その翌年、はつが藍之助と菊とともに、10年ぶりに加野屋を訪れる。あさとはつは子育てのことなどを話し合い、藍之助は店の商売に興味津々で、千代ははつの優しさに触れて戸惑う。
銀行のことに詳しい山崎のおかげで銀行開設の準備も順調に進む中、あさと新次郎は銀行の神様と呼ばれる渋沢栄一にも会い、1888年（明治21年）、あさはこの日のために後藤屋で誂えた洋装で加野銀行開業の日を迎える。一方、雁助は「お母様の働く姿をよく見ておくように」と千代に言い残して独りで加野屋を去って行く。
創業から3年後の1891年（明治24年）、加野銀行は大阪で10本の指に入るほど大きく成長し、商事部門の加野商店も順調で、榮三郎とさちにも女の子が誕生し近くに新居を構え、新次郎は尼崎の阪神紡績の初代社長に就任する。精力的に働くあさだったが、千代との関係だけはうまくいかなかった。（第16週 - 第17週）
実力有る女性に対して、進路がまだまだ開かれていない現状を知ったあさは、日本初の女性銀行員の募集をかけ、4人の女性を雇うことになる。あさと新次郎が千代の進路について考えていたある日、和歌山から藍之助が働かせてほしいと家出をして来る。数日、加野銀行で丁稚奉公をして喜びを感じていた藍之助だったが、あさの知らせで迎えに来たはつとよのの説得によって、心を残しながら和歌山に帰って行く。
千代が京都の女学校へ進学し寄宿舎生活に入った後のある日、新次郎の提案で、あさと新次郎は初めて2人だけの旅で、はつのいる和歌山へ行く。はつや惣兵衛たちのもてなしを受けて寛いだ時間を過ごすあさと新次郎だったが、村の世話役・倉掛の話で、みかん農業の厳しさも知る。その後の眉山一家の話し合いで、3年の期限付きで藍之助は再び加野銀行で働くことになる。
女性行員たちや加野銀行の評判が上がる中、要注意客の一人・成澤泉があさに面談を求める。日本初の女子大学校設立に向けての協力を求められて、あさは即座に断るが、彼から渡された女子教育についての論文を読んで感涙し、支援に乗り出す。女子大学設立資金30万円と見積もり加野銀行から融資しようとするが、山崎の反対と成澤の希望により、有志者の寄付で賄うこととなる。東京の教育者・大隈重信を訪ねたりと寄付金を集めに奔走するが、銀行の顧客の金を女子大学設立資金に回していると噂が立ち、取引をやめる客が大勢いると、榮三郎と山崎から苦言される。
その頃千代は、加野炭坑の落盤事故は子育てのために帰阪したことが原因と、あさが公言していたと知り、複雑な思いを抱く。帰省した千代は、あさとの会話を試みるが後回しにされ、複雑な思いから苛立ちをぶつけて大喧嘩になる。直後、あさは恨みを持つ客・萬谷に包丁で刺されて生死を彷徨うが、奇跡的に命を取り留める。（第18週 - 第20週）
病床のあさは、新婚当時や千代が産まれて間も無い時のことを千代に話す。子育てをした時間が今でも宝というあさの言葉で千代の誤解は解け、母娘は心を通わせる。後日、萬屋の逮捕を知ったあさは、彼の心情を推し量らなかった自身の対応を反省し、情状酌量を懇願する。
はつ夫妻や亀助など、入院中のあさを見舞いに様々な人々が訪れる。大隈の妻・綾子は女子大学設立賛同者の署名を集めて見舞いに訪れ、有志の妻たちもあさの活動に心動かされたことを伝えて励まし、最後まであさを支えることを誓う。数か月後にあさは退院し、通院しながら治療に努める。
一方、眉山家では、菊が山王寺屋復活は不可能と知らされ動揺する。転倒して骨折し病床に就いた菊は、はつの看病を受けるもしだいに衰弱し、家族に看取られながら息を引き取る。眉山家に弔問に訪れたあさは、はつや養之助やうめと共に、体調がすぐれないと聞いた東京の両親のもとを訪れる。重体の母・梨江は、ほどなくして家族に見守られながら息を引き取る。あさは忠興から、幼少時に学問を禁じたことを詫びられ、女子大学設立に役立ててほしいと目白の今井家別荘地の寄付を申し出される。
1896年（明治29年）春、千代は京都白川高等女学校を卒業し花嫁修業を始める。同じく卒業した千代の親友・田村宜は、あさの秘書見習いとなる。そんな折雁助の妻・ツネから、雁助が仕事中に負傷したとの知らせが届く。（第21週 - 第22週）
雁助が倒れたことが原因で工場経営が傾きかけ、ツネは榮三郎に借金を申し込む。雁助が意識を取り戻して借金話は取り消されるが、この事に因り、榮三郎は加野屋の第三事業として生命保険業への進出を決める。同じ頃、みかん農業を継ぐことを宣言したはつ・惣兵衛夫妻の次男・養之助は20歳を迎え、幼馴染・節と祝言を挙げるが、直後に新兵証書が届く。そして、養之助不在による家業の人手不足を心配して連れ戻しに来た祖父・栄達に応じ、藍之助は加野銀行を辞め和歌山へ帰って行く。
千代は、あさの入院先の病院で出会った青年・東柳啓介を忘れられない日々を送っていたが、二度と会うことはないと思っていたそんなある日、啓介が旅行ついでに加野銀行を訪ねて来て千代と再会を果たす。2人の様子を見たよのは、千代と啓介の縁談を膳立てしようと考える。よのから話を聞いたあさは、綾子を通じて東柳家に縁談を申し込むが、見合いの日取りが具体化する中、突如啓介から辞退の返事が来る。よのは、悲しむ千代に心を痛めて体調を崩しながらも、謝罪にやって来た啓介に考え直すようすがり頼む。また、あさと新次郎は、官吏として国を動かすことが夢と語る啓介に対し、政府を辞め事業で国を動かした五代についての思い出話をする。それから半年後、啓介は千代との結婚を胸に白岡家を訪れる。千代とともに喜んだよのは、2週間後に静かに息を引き取る。
あさは近々不況が来ると危惧して、優良企業に成長した加野炭坑を売却する。女子大学設立は、創設地を忠興から譲渡された東京・目白の土地に決定し、成澤は発起人大会を開催する。あさは、反対者からの抗議や嫌がらせにも動じず支援に奮闘し続け、1901年（明治34年）、当初の目標入学者数100名を上回る180名の入学者を受け入れ、いよいよ日本初の女子大学校・日の出女子大学が創立する。そしてあさの予感が当たり、「大阪恐慌」が始まった。（第23週 - 第24週）
預金の支払いを停止したり倒産する銀行が出てくる中、加野銀行は預金者への支払いを敢行する。さらに生命保険の重要性に着目したあさはこれを機に生命保険事業の合併・拡大を提案し、加野生命は2社の生命保険会社と合併して淀川生命となる。日本政府の救済融資により大阪恐慌は収束し、加野銀行の預金は増え続け、また淀川生命も飛躍的に契約数を伸ばす。
千代が無事祝言を終えた頃、体調の急変により病の床に就いた惣兵衛は、家族を集めて自身の人生について言い遺した後に静かに息を引き取る。一方、白岡家では千代夫婦に長女が誕生する。そして、新次郎の身体の異変に気付いたあさは、病院へ行くよう懇願する。（第25週）
あさは、余命幾許もないと診断された新次郎との時間を過ごすため、実業家を引退する。夫婦で穏やかな日々を送る中、平塚明ら日の出女子大学の学生3人があさを訪ねて来る。あさに文句を並べ立てるも逆に褒められて唖然とする明だったが、あさを超える女性になると心に誓う。
最初の卒業生を送り出した日の出女子大学は、財団法人になることが決まる。卒業生の一人の宜は教授就任を見通して欧米への留学を予定し、加野銀行を結婚退職した元女性行員のサカエは、夫から女子大学進学を認められる。こうして、あさの思いが実になってきたことを知った新次郎は、突然倒れ危篤に陥る。そして榮三郎、千代、亀助に思いの全てを伝えた後、あさに「いつもそばにいる」と言い遺してこの世を去る。
新次郎の四十九日の法要の日、あさとはつは、互いに家を守ってきたことを称え合い、はつは孫の面倒を見ながら家を守り続けること、あさは女性たちの教育支援を続けたいと語り合う。
6年後、熱心に勉強を続けるあさは、別荘で年1回女性のための勉強会を開くことを決める。その第1回目の勉強会で、家族の女性たちや宜や成澤を集めての講義を終えたあさは、遠方に新次郎の姿を見かける。新次郎の元に駆けつけるうちに若い姿になったあさは、満開の菜の花畑で彼と再会して抱き合い、微笑み交わすのであった。（第26週・完）

## 登場人物

### 人物の家系図
|  |  |            |            |            |            |            |            |          |          |  |  |      |      |            |            |            |            |            |            |  |  |      |      |      |      |      |      |      |      |            |            |            |            |            |            |        |        |            |            |            |            |            |            |             |             |             |             |             |             |            |            |            |            | 今井忠政   |            |          |          |          |          |          |          |        |        |        |        |          |          |          |          |          |          |                  |                  |                  |                  |                  |                  |        |        |        |        |        |        |  |  |             |             |             |             |             |             |  |  |
|  |  |            |            |            |            |            |            |          |          |  |  |      |      |            |            |            |            |            |            |  |  |      |      |      |      |      |      |      |      |            |            |            |            |            |            |        |        |            |            |            |            |            |            |             |             |             |             |             |             |            |            |            |            |            |            |          |          |          |          |          |          |        |        |        |        |          |          |          |          |          |          |                  |                  |                  |                  |                  |                  |        |        |        |        |        |        |  |  |             |             |             |             |             |             |  |  |
|  |  |            |            | 白岡正吉   | 白岡正吉   | 白岡正吉   | 白岡正吉   | 白岡正吉 | 白岡正吉 |  |  | よの | よの | よの       | よの       | よの       | よの       |            |            |  |  |      |      |      |      | 栄達 | 栄達 | 栄達 | 栄達 | 栄達       | 栄達       |            |            | 眉山菊     | 眉山菊     | 眉山菊 | 眉山菊 | 眉山菊     | 眉山菊     |            |            |            |            |             |             |             |             |             |             |            |            |            |            | 今井忠興   | 今井忠興   | 今井忠興 | 今井忠興 | 今井忠興 | 今井忠興 |          |          | 梨江   | 梨江   | 梨江   | 梨江   | 梨江     | 梨江     |          |          |          |          |                  |                  |                  |                  |                  |                  |        |        |        |        |        |        |  |  |             |             |             |             |             |             |  |  |
|  |  |            |            | 白岡正吉   | 白岡正吉   | 白岡正吉   | 白岡正吉   | 白岡正吉 | 白岡正吉 |  |  | よの | よの | よの       | よの       | よの       | よの       |            |            |  |  |      |      |      |      | 栄達 | 栄達 | 栄達 | 栄達 | 栄達       | 栄達       |            |            | 眉山菊     | 眉山菊     | 眉山菊 | 眉山菊 | 眉山菊     | 眉山菊     |            |            |            |            |             |             |             |             |             |             |            |            |            |            | 今井忠興   | 今井忠興   | 今井忠興 | 今井忠興 | 今井忠興 | 今井忠興 |          |          | 梨江   | 梨江   | 梨江   | 梨江   | 梨江     | 梨江     |          |          |          |          |                  |                  |                  |                  |                  |                  |        |        |        |        |        |        |  |  |             |             |             |             |             |             |  |  |
|  |  |            |            |            |            |            |            |          |          |  |  |      |      |            |            |            |            |            |            |  |  |      |      |      |      |      |      |      |      |            |            |            |            |            |            |        |        |            |            |            |            |            |            |             |             |             |             |             |             |            |            |            |            |            |            |          |          |          |          |          |          |        |        |        |        |          |          |          |          |          |          |                  |                  |                  |                  |                  |                  |        |        |        |        |        |        |  |  |             |             |             |             |             |             |  |  |
|  |  |            |            |            |            |            |            |          |          |  |  |      |      |            |            |            |            |            |            |  |  |      |      |      |      |      |      |      |      |            |            |            |            |            |            |        |        |            |            |            |            |            |            |             |             |             |             |             |             |            |            |            |            |            |            |          |          |          |          |          |          |        |        |        |        |          |          |          |          |          |          |                  |                  |                  |                  |                  |                  |        |        |        |        |        |        |  |  |             |             |             |             |             |             |  |  |
|  |  | 白岡正太郎 | 白岡正太郎 | 白岡正太郎 | 白岡正太郎 | 白岡正太郎 | 白岡正太郎 |          |          |  |  |      |      | 白岡榮三郎 | 白岡榮三郎 | 白岡榮三郎 | 白岡榮三郎 | 白岡榮三郎 | 白岡榮三郎 |  |  | さち | さち | さち | さち | さち | さち |      |      | 眉山惣兵衛 | 眉山惣兵衛 | 眉山惣兵衛 | 眉山惣兵衛 | 眉山惣兵衛 | 眉山惣兵衛 |        |        | はつ       | はつ       | はつ       | はつ       | はつ       | はつ       |             |             |             |             |             |             | 白岡新次郎 | 白岡新次郎 | 白岡新次郎 | 白岡新次郎 | 白岡新次郎 | 白岡新次郎 |          |          | あさ     | あさ     | あさ     | あさ     | あさ   | あさ   |        |        | 今井忠嗣 | 今井忠嗣 | 今井忠嗣 | 今井忠嗣 | 今井忠嗣 | 今井忠嗣 |                  |                  | とわ             | とわ             | とわ             | とわ             | とわ   | とわ   |        |        |        |        |  |  |             |             |             |             |             |             |  |  |
|  |  | 白岡正太郎 | 白岡正太郎 | 白岡正太郎 | 白岡正太郎 | 白岡正太郎 | 白岡正太郎 |          |          |  |  |      |      | 白岡榮三郎 | 白岡榮三郎 | 白岡榮三郎 | 白岡榮三郎 | 白岡榮三郎 | 白岡榮三郎 |  |  | さち | さち | さち | さち | さち | さち |      |      | 眉山惣兵衛 | 眉山惣兵衛 | 眉山惣兵衛 | 眉山惣兵衛 | 眉山惣兵衛 | 眉山惣兵衛 |        |        | はつ       | はつ       | はつ       | はつ       | はつ       | はつ       |             |             |             |             |             |             | 白岡新次郎 | 白岡新次郎 | 白岡新次郎 | 白岡新次郎 | 白岡新次郎 | 白岡新次郎 |          |          | あさ     | あさ     | あさ     | あさ     | あさ   | あさ   |        |        | 今井忠嗣 | 今井忠嗣 | 今井忠嗣 | 今井忠嗣 | 今井忠嗣 | 今井忠嗣 |                  |                  | とわ             | とわ             | とわ             | とわ             | とわ   | とわ   |        |        |        |        |  |  |             |             |             |             |             |             |  |  |
|  |  |            |            |            |            |            |            |          |          |  |  |      |      |            |            |            |            |            |            |  |  |      |      |      |      |      |      |      |      |            |            |            |            |            |            |        |        |            |            |            |            |            |            |             |             |             |             |             |             |            |            |            |            |            |            |          |          |          |          |          |          |        |        |        |        |          |          |          |          |          |          |                  |                  |                  |                  |                  |                  |        |        |        |        |        |        |  |  |             |             |             |             |             |             |  |  |
|  |  |            |            |            |            |            |            |          |          |  |  |      |      |            |            |            |            |            |            |  |  |      |      |      |      |      |      |      |      |            |            |            |            |            |            |        |        |            |            |            |            |            |            |             |             |             |             |             |             |            |            |            |            |            |            |          |          |          |          |          |          |        |        |        |        |          |          |          |          |          |          |                  |                  |                  |                  |                  |                  |        |        |        |        |        |        |  |  |             |             |             |             |             |             |  |  |
|  |  |            |            |            |            |            |            |          |          |  |  |      |      | さえ       | さえ       | さえ       | さえ       | さえ       | さえ       |  |  | 正   | 正   | 正   | 正   | 正   | 正   |      |      | 眉山藍之助 | 眉山藍之助 | 眉山藍之助 | 眉山藍之助 | 眉山藍之助 | 眉山藍之助 |        |        | 眉山養之助 | 眉山養之助 | 眉山養之助 | 眉山養之助 | 眉山養之助 | 眉山養之助 |             |             | 節          | 節          | 節          | 節          | 節         | 節         |            |            |            |            | 白岡千代 | 白岡千代 | 白岡千代 | 白岡千代 | 白岡千代 | 白岡千代 |        |        | 啓介   | 啓介   | 啓介     | 啓介     | 啓介     | 啓介     |          |          | 今井家の子供たち | 今井家の子供たち | 今井家の子供たち | 今井家の子供たち | 今井家の子供たち | 今井家の子供たち |        |        |        |        |        |        |  |  |             |             |             |             |             |             |  |  |
|  |  |            |            |            |            |            |            |          |          |  |  |      |      | さえ       | さえ       | さえ       | さえ       | さえ       | さえ       |  |  | 正   | 正   | 正   | 正   | 正   | 正   |      |      | 眉山藍之助 | 眉山藍之助 | 眉山藍之助 | 眉山藍之助 | 眉山藍之助 | 眉山藍之助 |        |        | 眉山養之助 | 眉山養之助 | 眉山養之助 | 眉山養之助 | 眉山養之助 | 眉山養之助 |             |             | 節          | 節          | 節          | 節          | 節         | 節         |            |            |            |            | 白岡千代 | 白岡千代 | 白岡千代 | 白岡千代 | 白岡千代 | 白岡千代 |        |        | 啓介   | 啓介   | 啓介     | 啓介     | 啓介     | 啓介     |          |          | 今井家の子供たち | 今井家の子供たち | 今井家の子供たち | 今井家の子供たち | 今井家の子供たち | 今井家の子供たち |        |        |        |        |        |        |  |  |             |             |             |             |             |             |  |  |
|  |  |            |            |            |            |            |            |          |          |  |  |      |      |            |            |            |            |            |            |  |  |      |      |      |      |      |      |      |      |            |            |            |            |            |            |        |        |            |            |            |            |            |            |             |             |             |             |             |             |            |            |            |            |            |            |          |          |          |          |          |          |        |        |        |        |          |          |          |          |          |          |                  |                  |                  |                  |                  |                  |        |        |        |        |        |        |  |  |             |             |             |             |             |             |  |  |
|  |  |            |            |            |            |            |            |          |          |  |  |      |      |            |            |            |            |            |            |  |  |      |      |      |      |      |      |      |      |            |            |            |            |            |            |        |        |            |            |            |            |            |            |             |             |             |             |             |             |            |            |            |            |            |            |          |          |          |          |          |          |        |        |        |        |          |          |          |          |          |          |                  |                  |                  |                  |                  |                  |        |        |        |        |        |        |  |  |             |             |             |             |             |             |  |  |
|  |  |            |            |            |            |            |            |          |          |  |  |      |      |            |            |            |            |            |            |  |  |      |      |      |      |      |      |      |      |            |            |            |            |            |            | 達夫   | 達夫   | 達夫       | 達夫       | 達夫       | 達夫       |            |            | 2人目の子供 | 2人目の子供 | 2人目の子供 | 2人目の子供 | 2人目の子供 | 2人目の子供 |            |            |            |            |            |            |          |          |          |          |          |          | 多津子 | 多津子 | 多津子 | 多津子 | 多津子   | 多津子   |          |          | 恵津子   | 恵津子   | 恵津子           | 恵津子           | 恵津子           | 恵津子           |                  |                  | 佐津子 | 佐津子 | 佐津子 | 佐津子 | 佐津子 | 佐津子 |  |  | 4人目の子供 | 4人目の子供 | 4人目の子供 | 4人目の子供 | 4人目の子供 | 4人目の子供 |  |  |
|  |  |            |            |            |            |            |            |          |          |  |  |      |      |            |            |            |            |            |            |  |  |      |      |      |      |      |      |      |      |            |            |            |            |            |            | 達夫   | 達夫   | 達夫       | 達夫       | 達夫       | 達夫       |            |            | 2人目の子供 | 2人目の子供 | 2人目の子供 | 2人目の子供 | 2人目の子供 | 2人目の子供 |            |            |            |            |            |            |          |          |          |          |          |          | 多津子 | 多津子 | 多津子 | 多津子 | 多津子   | 多津子   |          |          | 恵津子   | 恵津子   | 恵津子           | 恵津子           | 恵津子           | 恵津子           |                  |                  | 佐津子 | 佐津子 | 佐津子 | 佐津子 | 佐津子 | 佐津子 |  |  | 4人目の子供 | 4人目の子供 | 4人目の子供 | 4人目の子供 | 4人目の子供 | 4人目の子供 |  |  |
|  |  |            |            |            |            |            |            |          |          |  |  |      |      |            |            |            |            |            |            |  |  |      |      |      |      |      |      |      |      |            |            |            |            |            |            |        |        |            |            |            |            |            |            |             |             |             |             |             |             |            |            |            |            |            |            |          |          |          |          |          |          |        |        |        |        |          |          |          |          |          |          |                  |                  |                  |                  |                  |                  |        |        |        |        |        |        |  |  |             |             |             |             |             |             |  |  |

### 主人公
今井あさ（いまい あさ） → 白岡あさ（しろおか あさ）
演 - 波瑠（少女時代：鈴木梨央）
本作の主人公。幕末の1849年（嘉永2年）生まれ。京都の豪商・今井家の次女。
「なんでどす?」と「びっくりぽん」が口癖で、出過ぎたことを言った時に口を摘まむのが癖。新次郎の三味線が大好き。
幼い頃から箏や裁縫よりも木登りや相撲が好きなお転婆な反面、はつのようなしとやかさがないことを気にしている。学問にも興味を持ち、許婚・新次郎からそろばんを贈られたことを機に、珠算の能力を発揮する。
姉・はつの嫁入りから半年後に、白岡新次郎と結婚する。最初は家の習慣に戸惑うばかりであったが、しだいに両替商について学ぶようになる。ある日店に貸付を強要した新選組・土方歳三相手に返済の約束を交わさせ、その日より新次郎に大人の女性と認められる。
五代才助の「世の中が変わる」と言う言葉を受けて、証文が紙切れになる前に取り立てした方が良いと正吉に進言し、宇奈山藩の取り立てを任せられる。一部金だが取り立てに成功し、正吉から加野屋の働き手として認められる。
加野屋の新事業に「石炭」に目をつけ、「蔵野炭坑（後に加野炭坑に改名）」を買収。大阪と九州を往復するうちに、坑夫たちから「姉御」と呼ばれ親しまれるようになる。
忠政の葬儀の際に、父の忠興や五代から「銀行」の話を聞き、炭坑の次の新事業に銀行開設の構想を持つ。
結婚から10年後、炭坑へ出向いている時に妊娠している事が判明し、やや難産ながらも長女・千代を出産する。
1879年（明治12年）、亀助とふゆの祝言で初の仲人となる。
1880年（明治13年）、さちの嫁入りを機に「若奥さん」ではなく「奥さん」と呼ばれるようになる。
炭坑を買って10年を経て、大阪商人達が炭坑の価値に気付き始め、炭坑について教える立場になる。
1885年（明治18年）、五代が東京に発つ前に会い、最後の会話を交わす。
加野銀行設立準備の際に会った渋沢栄一の、信用と教育が大事と説いた話に感銘を受け、1888年（明治21年）、長年の夢であった加野銀行開業の日を迎える。
また、甥の藍之助が商人の夢を捨て切れず加野銀行を訪れ働かせて欲しいと懇願されるとはつの許可を貰ってないことや家業を捨ててまで商人の道を進もうとしていたことなどを見抜いて反対し、「みかん農業も立派な家業だ」と諭したが、彼の強い意志もあり、雇う事になった。
3年後の1891年（明治24年）、銀行員の育成のための教場・花木寮を設けたり女性行員を雇ったり、また、綿花を卸す事業を始めたりなどして実業家として有名になる。
神戸や東京など各地に移動する際に利用する鉄道のテケツを収集する趣味を持つようになり、手帳に大事に保存している。
1894年（明治27年）、成澤泉と出会い、日本初の女子大学校の設立を支援することを決意し、資金を募ったり大隈重信を訪ねるなど精力的に活動していたが、あさに私怨を持つ萬谷与左衛門の凶刃に倒れる。一時は死の淵を彷徨うが、一命をとりとめる。そして1895年（明治28年）、春が来る前に退院する。
梨江の葬儀後、父・忠興から幼少時に学問を禁じたことを詫びられ、女子大学校を東京に建てるなら、目白の今井家別宅の土地を役立ててほしいと申し出される。
思うように資金が集まらないことから、成澤や山倉、絹田に、譲渡を受けた目白の土地を利用して東京に建設することを提案する。
大規模な不況（大阪恐慌）が訪れる事を予測して、資金を確保するために加野炭坑を日本政府に売却する。
1901年（明治34年）、念願の日本初の女子大学校「日の出女子大学校」が開校し、創設者として入学式の壇上に立ち祝辞を述べた。時には日の出女子大へ赴いて生徒として授業を受け、また、春休みなどに白岡家を訪れる女生徒には、簿記や商いや裁縫などの生きた学問を教えるように努める。
大阪恐慌の際には、「銀目停止」の騒動を思い出して預金者に預金の支払いを敢行し、結果としてそれが加野銀行の信用・信頼を高め預金者を拡大させた。また、生命保険の重要性に着目し合併による事業拡大を提案する。
淀川生命の相談役に就任し、「大阪実業界の女傑」と呼ばれるようになる。
新次郎の余命宣告後、日露戦争勃発で淀川生命の方針を再考する頃、すべての商いから引退するが、女性教育推進の運動にだけは関わって行きたいと望む。

### 京都の人々

#### 今井家の人々
京都の豪商で、呉服屋と両替屋を営む。幕末の混乱期を乗り切り今井銀行を設立する。
今井はつ（いまい はつ） → 眉山はつ（まゆやま はつ）
演 - 宮﨑あおい（少女時代：守殿愛生）
あさの2歳年上の姉。今井家の長女。
箏と裁縫が得意。奥ゆかしく聡明でおっとりしているが、あさと同様に、自分の信念を曲げない頑固な一面もあり、不満や悩みも一人で抱え込んでしまう傾向がある。
1865年の春に眉山惣兵衛と結婚した後は、菊の嫁いびりに耐え続ける生活を送る。1868年、山王寺屋廃業による夜逃げの最中、惣兵衛に包丁を向けられた菊を庇い、右腕に傷を負う。その後、流れ着いた農家の手伝いをするなか妊娠が判明。
1870年、たまたまあさを訪ねた白岡宅で産気づき、長男・藍之助を出産する。一家で和歌山へ移転後、次男・養之助が誕生する。
1886年、菊、藍之助と共に加野屋を訪れ、あさと再会し、お互いに思い通りにならない子育てのことなどを話し合う。
菊曰く、2人の男の子を育てているうちに、肝っ玉母ちゃんになっている。
大同生命保険は広岡浅子の姉・三井春がモデルとしている。史実上の春は婚家の家業の破綻後27歳で早逝しているが、脚本を手がけた大森美香は週刊現代2016年3月26日・4月2日号において、原案本には晩年の春についての描写が無いため、どこかで元気に暮らしていると解釈して話を膨らませた旨を述べている。
今井梨江（いまい りえ）
演 - 寺島しのぶ
あさの母。夫に従順な良妻賢母。
娘たちが嫁入りした後も様子を見に行ったり、倒産したはつの嫁ぎ先に東京への転居直前に眉山家の再出発の願いを込め、和歌山の土地の権利をはつに譲ったりするなど面倒見がよく、責任感も強い。
体調不良の夫・忠興の看病をしているうちに、体調を崩す。眉山菊の葬儀の後に駆け付けたあさやはつや、今井家の家族に見守られながら息を引き取る。
今井忠興（いまい ただおき）
演 - 升毅
あさの父。今井家の当主。時代を見る目に優れ、商才の持ち主。生真面目で厳格。口癖は「こらっ、あさ!」。
躾には熱心で「女には学問は不要で嗜みが重要」との考えのもと、はつを自慢の娘と誇っている。
はつ・惣兵衛夫婦から山王寺屋を救うべく借金を依頼された際には、返済の目処が無いために貸付を断る。
お転婆なあさに対しては厳しく接するが、本心では商売人として活躍しているあさを応援しており、加野屋に嫁入り後、正吉のあさの人柄を認める言葉を聞いて感涙する。
1868年、今井家を新政府公認となるまで押し上げる。新政府の強い勧めで銀行開設するため、忠政の他界後に一家で東京に転居する。
1878年（明治11年）、牛鍋屋にてあさと再会し、銀行経営の難しさなどを語り合い、あさを一人の商売人として認める。
1887年（明治20年）、東京で開いた祝賀会にて孫の千代に初めて対面する。
引退後、体調不良で梨江の看病を受けていたが、梨江に先立たれる。幼少時に学問を禁じたことをあさに詫びて和解し、女子大学校の建設予定地にと目白の今井家別宅の土地5,500坪を寄付することを申し出る。
養之助に新兵証書が届いてから数日後の1896年（明治29年）10月4日に死去する。今井銀行初代頭取。
遺品の中にテケツを収集した記帳が見つかり、同じくテケツを収集しているあさに形見分けされる。
今井忠政（いまい ただまさ）
演 - 林与一
あさの祖父。今井家の前当主。あさが11歳の時点では、嵯峨野で隠居生活を送っている。
「あさを男として育て家業を継がせて嫁を迎える」と発案するなど柔軟な考えの持ち主で、あさの考えに理解を示す。
加野屋が買い取った九州の炭坑がやっと動き出した頃、今井家の人々に囲まれて天寿を全うする。
今井久太郎（いまい きゅうたろう） → 今井忠嗣（いまい ただつぐ）
演 - 興津正太郎（少年時代：二宮輝生）
あさの弟。幼い頃より家業の後継者として、父から厳しい教育を受ける。姉ふたりのことをあさ姉・はつ姉と呼んでいる。
五代に強い影響を受け英語を学び、アメリカに留学する。1878年（明治11年）の時点では帰国し、初めて東京に来たあさと再会する。
刺傷を受けて入院中のあさに面会に来た時点では、家督を継いで今井家の当主となっている。
今井とわ（いまい とわ）
演 - 佐藤都輝子
忠嗣の妻。はつ・あさの義妹。

#### 今井家の使用人
うめ
演 - 友近
今井家の女中で、はつ・あさ姉妹の付き人。あさに勝ち続けるほど相撲が得意。
姉妹の母梨江の意向で当初、うめがはつの、ふゆがあさの、それぞれ嫁入り先での御付きとなる予定だったが、生まれ育った環境と違う婚家では自分よりもあさの方こそ、頼りになるうめが必要という妹を思いやるはつの機転により、白岡家へ嫁ぐあさの付き人となる。
加野屋で働くうちに雁助と相思相愛になっていく。銀行への業務転換を受け入れられない雁助から共に店を出る誘いを受けるが、あさをこれからも支えていきたいために断る。その後、雁助が家出した妻子のために店を辞めて旅立ち、関係は終局する。
ふゆ
演 - 清原果耶
今井家の女中。あさと同い年。6人姉妹の5女。子供の頃は体が弱く、よく泣き、病気がちだった。
立ち居振る舞いの美しいはつに憧れを抱いている。あさの嫁入り先での付き人となるのがうめと入れ替わったことにより、眉山家へ嫁ぐはつの付き人となる。
山王寺屋廃業後も暫くはつの付き人を続けた後、はつとあさの口利きで加野屋の女中となる。やがて新次郎に想いを寄せるようになる。
1879年（明治12年）、父が決めた縁談を一旦は受け入れようとする中、新次郎に想いを伝え失恋する。この件が原因で破談に怒る父が怒鳴り込み暴れたことに自責し、加野屋から去ろうとするが、亀助から求婚され受諾する。加野屋で祝言を挙げた後、亀助とともに九州へ旅立つ。
娘・ナツをもうけ、亀助が役員秘書着任を機に帰阪する。

### 大阪の人々

#### 白岡家の人々
白岡新次郎（しろおか しんじろう）
演 - 玉木宏（少年時代：南出凌嘉）
あさの許婚、のちに夫。大阪有数の両替屋・加野屋の次男。あさより11歳年上。
商いより三味線の手習いを好む道楽者。高齢になってからは亀助曰く、「三味線もお茶も謡も名人の域」。洋装があまり好きではなく、和服好き。
雨男で、嬉しい事が起こると必ず雨が降る。
かねてよりあさの人柄を気に入り、婚約の打診も快く応じる。また、はつの夫になる惣兵衛とは旧知の仲である。
少年時代に、幼馴染み・松造が家業の失敗から不幸に追いやられ、行方不明になってから自身の家業ひいてはお金を扱うことを嫌うようになる。その後、松造と再会してから、若干心境の変化が生じる。加野銀行設立の際にはあさや五代の打診で、社長就任することでついに商売に関わる。
弟の榮三郎が驚くほどの交流網を持っており、三味線やお茶・酒の席などで事業の事を聞き出したり、逆に新しいことを広めたりと、陰ながらあさや五代に協力している。五代は「大阪商工会議所」の設立時の活躍を「陰の立役者」と述べている。
長兄・正太郎が死去したため、幼少の三男・榮三郎が加野屋の後継者になる際に、その後見人となる。
1879年（明治12年）、亀助とふゆの祝言で、初の仲人となる。
1881年（明治14年）、五代から大阪での紡績についての情報を聞く。その五代と次第に親交を深め、「新ちゃん」「友ちゃん」と呼び合う仲になる。
加野銀行設立準備の際に会った渋沢栄一の信用と教育が大事と説いた話に、「お金や商いが初めて人間味のあるものと思えた」と感銘を受ける。
加野屋から銀行事業を除いた商事部門の加野商店の社長になり、その後尼崎の阪神紡績の初代社長も務め、次第に「大阪財界の顔」と呼ばれるようになる。
1894年（明治27年）、自身が居ずとも業務が成り立つことや、自身の道ではないと判断したことを理由に、阪神紡績の社長職を辞任して相談役に退き、あさに「以後は家業（加野銀行相談役）に専念する」と告げた。
淀川生命の、榮三郎に次ぐ2番目の大株主になる。
しばらくしてから病を患い、あさに看取られ息を引き取る。
産経新聞の中山玲子は、広岡浅子の夫・広岡信五郎がモデルとしている。
白岡正吉（しろおか しょうきち）
演 - 近藤正臣
新次郎の父。「商売は信用第一」が信条。加野屋の七代目当主「七代目 加野屋久左衛門」。
あさの商才をいち早く見抜き、「金の卵」と呼ぶ。
1868年、五代の話に乗り、「カンパニー」をつくることを目指す。
炭坑経営を望むあさに当初は反対していたが、彼女の強い決意を知り、加野屋の米蔵を炭坑買収資金に当てるなど、協力する。
松造が警察に出頭したことを新次郎から聞いた後、よのの腕の中で彼女と伊勢参りに行くことを夢見ながら静かに息を引き取る。
白岡よの（しろおか よの）
演 - 風吹ジュン
新次郎の母。趣味は折鶴や張り子。
あさに女将としての心得などを指導しており、しっかり者のつもりだが、女中の経歴を間違えたまま覚えているなど抜けている所がある。
次第に商売にのめり込んでいくあさや、子宝に恵まれない息子夫婦には心中では不満を持っており、新次郎に妾を取らせようと思案する。
孫・千代の誕生後は、仕事と育児との両立に悩むあさを理解し、進んで千代の世話を引き受けている。
1880年（明治13年）、さちの嫁入りを機に「大奥様」と呼ばれることになる。
榮三郎が近くに新居を建てた時には同居を誘われるが、あさと千代の関係が気掛かりで断る。
千代の啓介への恋心を見透かし、二人を見合いさせようとあさと新次郎に相談する。啓介から縁談辞退の連絡が来た時は、失恋に涙する千代に心を痛めて体調を崩し、謝罪に来た啓介に考え直すよう訴える。
千代と啓介の縁談成就を見届けた後、家族や加野屋の人々に見守られながら静かに息を引き取る。
白岡正太郎（しろおか しょうたろう）
演 - 木内義一
新次郎の兄。
加野屋の長男で加野屋の後継者として周囲から期待を寄せられていたが、あさと新次郎の祝言目前に労咳（結核）で他界する。
白岡榮三郎（しろおか えいざぶろう）
演 - 桐山照史（ジャニーズWEST）（幼少期：吉田八起、少年時代：河崎脩吾）
新次郎の弟。加野屋の三男。自身の幼少時に長兄・正太郎が死去し、次兄・新次郎は既に分家に出ていたため、幼少期から加野屋の後継者として育つ。
正吉の引退により、18歳で「八代目 加野屋久左衛門」を襲名する。
雁助を頼りにしている。また、兄・新次郎の道楽ぶりに呆れながらも、同業者においての顔の広さに一目置いている。あさとは炭坑経営や銀行開業をめぐり時に対立したり、経営手腕ぶりに嫉妬を抱きつつも、協力し合って家業を支えていく。頭取に就任してからは厳格かつ冷静沈着で決断力のある人物といった描写が目立ち、上客の工藤徳右衛門に女子大設立の話を持ちかけたあさを激しく叱り飛ばした。
1888年（明治21年）、加野銀行の初代頭取に就任する。
1896年（明治29年）、予てより救済を求められていた名古屋の生命保険会社を買収して、加野屋の第3の事業とすることを決める。
淀川生命の初代社長に就任する。
主婦と生活社は広岡正秋（9代目 広岡久右衛門）がモデルとしている。
白岡千代（しろおか ちよ）
演 - 小芝風花（乳児期：林寅之介、村橋美久、幼少期：東出奈々、6歳：中川江奈、少女時代：鈴木梨央）
あさ、新次郎夫妻の長女。これから先、千年もずっと栄え続けますように、と正吉が名付けた。
10歳時には幼少時のあさと瓜二つだが、屋内遊びや華やかな様相を好む繊細な少女に成長する。仕事に忙しく正反対な性質のあさに反抗心を持つようになる。一方、優しい伯母・はつに好感を持ち、彼女の様な女性になりたいと思うようになる。
高等小学校時は国語とそろばんの成績は優秀だが勉学への関心が薄く、卒業後の進路は花嫁修業を望む。しかし、進路選択の幅を広げさせたいあさと、視野を広げさせたい新次郎の勧めで、京都白川高等女学校へ進学し、寄宿舎・花霞寮での生活を始める。卒業後は、自宅で花嫁修業を開始した。その頃から反抗していたあさと打ち解けるようになり、相談相手になる関係に変わった。女学生時代に出逢って以来思いを寄せる東柳啓介と、紆余曲折を経て結婚する。
また、新次郎の余命が僅かである事を知り、引退を決意した際は困惑し説得するも、最終的にあさの引退を受け入れた。
長女・多津子が誕生し、さらに新次郎が他界してから6年後には芦屋で暮らしている。3人の娘を連れて白岡家へ里帰りし、留学していた宜と再会した際には4人目を授かっている。
京都府立鴨沂高等学校は広岡浅子の長女・広岡亀子がモデルとしている。
東柳啓介（ひがしやなぎ けいすけ） → 白岡啓介（しろおか けいすけ）
演 - 工藤阿須加
明治維新まで、王子藩1万石の藩主である父の次男で、子爵の家柄である。帝国大学法科の学生。
東京から恩師の見舞いに、あさが入院する病院を訪れて、千代と出会う。その後、兄と旅行途中に加野銀行の看板を見かけ、千代を訪ねて再会する。
白岡家側から大隈綾子を通して千代との縁談話が舞い込み、父の意向で当初は承諾するが、内務省への就職を志望しているために断る。しかし、よのの必死な懇願と、新次郎とあさから、政府官僚を辞めて商業で国を変えた五代の話を聞いて心が動き、千代との縁談を受け入れて白岡家の婿養子となる。
1903年（明治36年）長女・多津子を授かる。
神戸新聞は大同生命第2代社長・広岡恵三がモデルとしている。
白岡多津子（しろおか たつこ）
演 - 林夏香
千代、啓介夫妻の長女。多くの恵みの雨が降りますように、と新次郎が名付けた。
白岡恵津子（しろおか えつこ）
演 - 長田莉乃亜
千代、啓介夫妻の次女。
白岡佐津子（しろおか さつこ）
演 - 黒田茉白
千代、啓介夫妻の三女。
白岡さち（しろおか さち）
演 - 柳生みゆ
榮三郎の妻。
仕事に忙しいあさに代わり、よのと共に幼い千代の面倒を見る。
白岡さえ（しろおか さえ）
演 - 大野風花（幼少期：岡陽毬、近藤玲音）
榮三郎、さち夫妻の長女。
白岡正（しろおか まさ）
演 - 松下りおん（幼少期：竹田理世）
榮三郎、さち夫妻の次女。

#### 加野屋の使用人・加野商店・加野銀行の人々
山本雁助（やまもと がんすけ）
演 - 山内圭哉
加野屋の大番頭。加野屋の家業・両替商に誇りを持ち、炭坑で収益を占める経営体制を快く思わず、銀行への業務転換に最後まで反対する。
強面だが、猫（実は犬）の刺繍に大喜びする一面もある。
妻子に逃げられた過去を持つが、やがてうめに好意を寄せるようになる。
正吉から生涯最後の頼みとして炭坑の落盤事故の後処理を任され、正吉に何かあったら文で知らせるよううめに託して九州へ旅立つ。
1879年（明治12年）、亀助とふゆの祝言の日に帰阪し、亀助夫妻が九州行きを志願したこともあり加野屋に帰任する。
加野屋が銀行への業務転換が決まった際には、共に店を出ることをうめに持ちかけるが、うめが抱くあさへの忠誠心を知り身を引く。
折しも20年前に家出した妻から娘が重篤との知らせを受け家族を支えるために退職を決め、1888年（明治21年）、千代に「お母様（あさ）の働く姿をよく見ておくように」と言い残し、加野銀行開業を見届けた後、宴の間にひっそりと伊予（愛媛）へと旅立つ。
神戸でマッチ工場を開業して成功させる。仕事中に頭部を負傷し意識不明の重体となるが、見舞いに来たあさとうめに手をさすられながら目を覚ます。
その後、あさから萬屋に襲撃されて意識不明の重体だった際に、夢の中に忠政が現れた事を聞き、生存の希望を与えられた事を助言した。
新次郎の見舞いに白岡家を訪れた時には、家督を譲って引退している。
亀助（きすけ）
演 - 三宅弘城
加野屋の中番頭。取り立てや借金の催促に出かけるあさに同行することが多く、炭坑経営のために九州へ行く際にも同行する。
山王寺屋の女中時代のふゆに一目惚れして以来好意を抱き、九州出張中に彼女に宛て手紙を出すなど、何かと気にかける。
1879年（明治12年）、新次郎に想いを寄せるふゆのために尽力し、失恋したふゆに優しく寄り添う。またふゆに乱暴を働こうとする彦三郎から、体を張ってふゆを守った事が、ふゆに想いが届き、夫婦となる。その後ふゆに九州の炭坑を見せたいという事から、ふゆと共に九州へ旅立つ。
銀行設立の打ち合わせのために加野屋に戻って来た際は、2歳になる娘・ナツが誕生していることを示唆する。
刺傷を受けて入院したあさを心配して急遽九州から戻る。加野商店炭坑部門の支配人だったが、あさの身を心配する新次郎の願いで役員秘書に就き、ふゆとナツとともに帰阪する。
ナツ
演 - 清原果耶（幼少期：清水胡桃）
亀助・ふゆ夫妻の長女。新次郎が他界した6年後、進学のため東京へ旅立つ事をあさに報告する。
五郎丸弥七（やひち）
演 - 竹下健人
加野屋の手代 → 加野銀行支出掛係長。いつも一言多い。
松田佑作（ゆうさく）
演 - 杉森大祐
加野屋の手代。いつも大きな丸メガネをかけている。
かの
演 - 楠見薫
加野屋の女中頭。「ほんに、ほんに」が口癖。
よのを看取った後に女中を辞め親戚の元に身を寄せる事となり、白岡家を去って行く。
クマ
演 - 郷原慧
加野屋の女中。
和歌山生まれで3人の息子がいるが、よのからは「富山生まれで未婚」と思い込まれ、何度も縁談を持ちかけられている。
ツタ
演 - 畦田ひとみ
加野屋の女中。
山崎平十郎（やまさき へいじゅうろう）
演 - 辻本茂雄
3年後に「加野銀行」設立を目指す加野屋に雇われる。採用前は視察も兼ねてか毎週月曜日に加野屋に現れる。その際「へぇ」としか言葉を発しないために、加野屋の使用人らから「月曜日のへぇさん」と呼ばれる。
雁助曰く「極め付きの始末屋」で、帳面は文字を小さく端から端までびっしりと書くなど、無駄なことは一切しない性格の持ち主。普段は出来るだけ「へぇ」で済まし、大事なときには堰を切ったように喋る。
大蔵省・会計検査院で働いていたが、国の経済を立て直すには銀行がしっかりするべきと考えて2年間様々な銀行を視察し、加野屋の経営に他の店に無い魅力を感じて志望した。
加野銀行設立後は初代支配人に就任し、あさが設けた銀行員に知識や道徳を学ばせる「教場」の講師も務める。
大蔵省出身の人物であるからか仕事に対しては自他共に非常に厳しく、やや気性が激しい。「閻魔紙」に要注意人物として書かれていた萬谷与左衛門が加野屋を訪れ暴れた際は、「誰や、店に入れたのは！」と怒鳴っていた。その後、あさが萬谷に刺されたことは女子大学設立の話を持ちかけた成澤の責任として彼を激しく非難した。また、道徳の授業中に居眠りをした弥七を見逃さなかった。とある失敗をして謝罪をした藍之助に「もっと大きな声で！」と叱った。
あさが女子大学設立を支援することを、銀行とはまったく無関係だからと反対し、また、あさを支援に駆り立てた成澤に不快感を示す。
加野銀行で働き始めた藍之助を実の息子の様に気に入り、面倒を見る。
淀川生命の取締役に就任する。
NHK側は「あくまでも架空の人物」としているが、立命館大学校友会は中川小十郎がモデルと憶測している。
田村宜（たむら のぶ）
演 - 吉岡里帆
千代が京都の女学校へ編入した際に寮で同室となる女生徒。寡黙かつ無愛想で大抵読書をしている。
あさを尊敬し、千代から事実を聞かされるまでは、新聞や書籍で得た情報を鵜呑みにしていた。
千代とは当初、価値観の違いから不仲だったが、喧嘩するうちに仲良くなり友達となる。
入院中のあさを見舞った時の一人称は「僕」だが、あさから似合わないと言われる。
高等女学校卒業後は、白岡家の千代の部屋に住み込み、秘書見習いとしてあさや亀助に同行する。
女子大学設立の発起人大会後に成澤の秘書になった後、あさと成澤の勧めで、創立した日の出女子大学の家政学科に入学する。また、女子寮の寮監を務める。
日の出女子大学卒業、同校の教授就任を見込み、6年間欧米に留学する。
京都府立鴨沂高等学校は日本女子大学の第4代校長・井上秀がモデルとしている。
工藤サカエ（くどう さかえ）
演 - 横田美紀
加野銀行の女性行員。工藤徳右衞門の娘。
女学校を卒業したものの、学校で得た知識を活かせず思い悩む。そんな中、加野銀行の女性行員募集を知り、自身の道を開けると考えて応募する。
加野銀行に就職後は、父親が頻繁に様子を見に来ることに辟易する一方、仕事が楽しくなり縁談への関心が薄れていく。
銀行に数年勤務した後、年老いた父を思い遣り、神戸の男性との縁談を受け入れて退職を申し出る。
日の出女子大学が最初の卒業生を送り出した頃、夫に同校への進学を認められたことを、あさに報告に来る。
高木ツル（たかぎ つる）
演 - 村崎真彩
加野銀行の女性行員。
銀行に数年勤務した後に縁談が決まり、結婚後も働くことを希望するも、周囲から体裁が悪いと反対されて退職を申し出る。
末松すず（すえまつ すず）
演 - 三宅唯真
加野銀行の女性行員。
中川ハト（なかがわ はと）
演 - 加藤千果
加野銀行の女性行員。成澤がかつて教員として勤めていた桃沢女学校を卒業した。
銀行に数年勤務した後、親の意向で退職を申し出る。

#### 眉山家の人々
大阪の老舗両替屋・山王寺屋を営むも、明治維新の混乱を乗り越えられず倒産。一家で夜逃げし、農家に流れ着く。その後、和歌山へ移転し、みかん農業を始める。京都新聞は大坂の両替商・天王寺屋五兵衛の末裔がモデルとしている。
眉山惣兵衛（まゆやま そうべえ）
演 - 柄本佑
はつの許婚、のちに夫。山王寺屋の長男。ストレスを感じると貧乏揺すりするのが癖。
周囲から「母の言いなり」と思われているが、内心は母親に殺意を抱いている。結婚前は女性を嫌悪してはつ、あさに冷たい素振りを見せるが、はつが妻になって以後は、次第に彼女を労わり思いやりを持つ様に変化していく。後に、はつに一目惚れだったことを新次郎に話す。
山王寺屋廃業による夜逃げ後は野菜の行商や農業にやり甲斐を覚える一方、はつの運命を狂わせ不幸にしたと思い込み、彼女の妊娠を知らぬまま失踪する。
失踪中の2年間は賭博場で荒んだ日々を送るが、はつに見つかり説得されて帰宅。今井家から和歌山の土地の譲渡を受け、みかん農業を始める決意を固める。以後、和歌山の有田でのみかん栽培に生き甲斐を見い出し、みかん農家としての生き方に誇りを持っている。
加野銀行で働きたがる長男・藍之助について、みかん農業の忙しさを理由に当初は反対しつつ、親が用意した道を歩んでいた嘗ての自身を思い出し、理解する。
栄達の死後、自身の体力の限界や藍之助の将来を考えて山を半分売ろうと考えるが、農作業の軽減方法を思いついた藍之助に反対されて思いとどまる。
初孫の誕生や久々の新次郎の訪問を喜んだ後に体調を崩し病床に就く。そして自身の死期を悟り、妻子に対して自身の人生は家族に囲まれて幸せだったと言い遺す。最後の願いとしてはつの琴を聴きながら息を引き取る。
眉山菊（まゆやま きく）
演 - 萬田久子
惣兵衛の母。眉山家の家付き娘として誕生し、婿養子となった栄達と結婚した。
気位が高く高飛車で、夫を尻に敷き息子夫婦を支配する。しかし、山王寺屋廃業による夜逃げの道中、はつに暴言を放ったことで堪忍袋の尾が切れた惣兵衛に包丁を向けられて以来気力を失い、流れ着いた農家の納屋に引きこもるようになる。
失踪していた惣兵衛が帰宅後は、藍之助の面倒を積極的に見るなど変化していく。山王寺屋の復活に希望を抱き、みかん農業を始めようと考える惣兵衛に当初は反対するが、はつと栄達に説得されて和歌山への移転に同行する。
移転後はみかん農業に協力しながらも山王寺屋再建の夢を捨てきれず、商人に憧れる藍之助を密かに応援し背中を押す。藍之助が加野銀行で働き始めてから山王寺屋の復活を期待するが、惣兵衛から銀行にはのれん分けがないため不可能と知らされひどく動揺する。
腰を骨折して寝たきりとなり、看病をするはつと過去を振り返り話す中で、惣兵衛を産み育ててくれたおかげで温かい家庭に恵まれたと感謝され涙する。家族の介助でみかん畑に降りてから3日後、養之助の婚約を喜びつつ家族に看取られながら息を引き取る。
眉山栄達（まゆやま えいたつ）
演 - 辰巳琢郎
惣兵衛の父。山王寺屋の当主。山王寺屋の元番頭だった。
当初は惣兵衛の嫁にあさを迎える予定だったがあさのお転婆ぶりを知り、今井家や白岡家と交渉してはつを許嫁に決める。
山王寺屋廃業後は、家のために尽くすはつやふゆに対し優しい気遣いを見せる。
養之助の徴兵によりみかん農業が人手不足になる危機感を抱きつつも、藍之助の気持ちを尊重するはつと惣兵衛を見かねて自ら加野銀行へ足を運び、藍之助に帰って来るように懇願する。
養之助の兵役中に死去する。
眉山藍之助（まゆやま あいのすけ）
演 - 森下大地（幼少期：南岐佐）
はつ、惣兵衛夫妻の長男。あさの甥。
1886年、はつ、菊と共に加野屋を訪れ、両替屋の仕事に興味を持つ。
勉強好きで成績優秀だが、高等小学校卒業後は家計の事情で進学を断念する。あさの仕事ぶりへの憧れと、勉強したことを実践できる商人への夢を捨てきれず、家出して加野銀行を訪ね、あさから「みかん農業も立派な家業だ」と諭されるも丁稚奉公として働かせてもらう。
しかし、あさの知らせではつが連れ戻しに来訪し、家族と話し合って出直す様よのから説得され、和歌山へ戻る。その後、惣兵衛、養之助、菊の応援を得て、3年勤めてものにならなかったら和歌山へ帰るという条件ではつの許しをもらう。白岡家に間借りしながら再び加野銀行で行員見習いとして働き、正式に加野銀行の行員として採用される。しかし養之助の徴兵により、みかん農業の人手不足を危惧した栄達に説得され、実家に戻る。
ボルドー液を使って害虫駆除し農作業を軽減させ、養之助が2年間の兵役から帰宅したことにより、再び加野銀行へ戻る。
東京に有田のみかん農業の拠点を作るべく、加野銀行から加野商店に移り商いを学んでいる。
眉山養之助（まゆやま ようのすけ）
演 - 西畑大吾（関西ジャニーズJr.）
はつ、惣兵衛夫妻の次男。あさの甥。
藍之助が銀行員見習いに家を出た後は、家業を積極的に手伝うようになる。その後、近所の幼馴染と婚約する。
菊の葬儀時、菊の期待に応えられなかったと落胆する藍之助を励まし、二十歳になったら節と結婚して有田で一生みかん農業で生きて行くと誓う。
節との祝言を終えた直後、新兵証書が届き徴兵され、2年後に兵役を終え帰還した。
節 → 眉山節（まゆやま せつ）
演 - 寺下怜見
養之助の幼馴染で許嫁。弟がいる。養之助と祝言を挙げるも、直後に彼の徴兵が決まり、一時実家に戻るが、養之助が帰還後に長男・達夫を授かる。最終回の時点では2人目の子供を妊娠している。

#### その他の大阪の人々
五代才助（ごだい さいすけ） → 五代友厚（ごだい ともあつ）
演 - ディーン・フジオカ
薩摩藩士。あさが「永遠に追い付かれない人」と尊敬している人物。
1861年、島津家家中 御船奉行副役時、大阪の街中であさと偶然出会い知り合う。以来あさに好意を持ち、1865年の渡英中には彼女に宛てイギリスの様子を伝える手紙を送ったり、新次郎と結婚後も家業や新事業に奮闘する彼女に助言をするなど応援する。
英語を発したり会話中に織り混ぜる癖がある。あさを「ファーストペンギン」と表現する。
1868年に大阪府権判事となり、加野屋のあさを訪ねる。また、大阪に寄合所を開設し、大阪商人を集めて「カンパニー」をつくることを提唱するが、会計官権判事任命と同時に横浜の転勤を命じられる。しかし新政府役人を辞職する道を選んで大阪に戻り、さまざまな会社を設立するなど大阪の商業発展のために尽力する。
1878年（明治11年）、親友大久保の突然の死を嘆き悲しむ。その折、あさと心の友として酒を酌み交わし、悲しみを乗り切る。その後「大阪株式取引所」や「大阪商法会議所」を設置するなど精力的に活動する。
北海道の開発も手掛けようと準備を進めていたが、1881年（明治14年）7月、同じ薩摩出身の政府高官から官有物を格安で払い下げられる（開拓使官有物払下げ事件）との新聞報道を受けて、一時大阪商人達の信用を失う。責任を感じた五代は会議所の会頭を辞任しようとするが、あさの一喝と新次郎と榮三郎の機転により大阪商人達の信用も復活し、大阪の繁栄のために生涯尽くすと誓う。
しかし志半ばで病に倒れ、東京に移り療養生活を始めて1か月後の1885年9月にこの世を去る。
番組制作統括の佐野元彦は、AERA2016年2月8日号において、当初は2015年末の放送日で亡くなる予定であったが、あまりの人気から大森美香に脚本を書き変えてもらい、2016年1月放送日まで寿命を延ばしてもらった旨を述べている。ファンから悲鳴が大きく、「五代ロス」の言葉も生まれた。
美和（みわ）
演 - 野々すみ花
新次郎の三味線の師匠。
よのから新次郎の妾になることを持ちかけられるが、三味線の師匠を辞めたくないことや自身の生き方とは違うと断る。
依頼され演奏したお座敷で五代と知り合い、彼が望む「大阪商人の意見交換の場」作りに興味を示す。その後、新次郎と五代の協力でレストラン「晴花亭」を開業する。
1879年、あさと女友達が少ない者同士で意気投合し、友人となる。
店の常連客となった山崎平十郎と相思相愛になっていく。
山屋与平（やまや よへい）
演 - 南条好輝
大阪商人で新次郎の三味線仲間。新次郎に石炭の話を持ちかける。また、尼崎の紡績会社設立の際にも誘う。
家業を息子に引き継いだ後は家での居場所を失い、世間話をしに加野銀行に訪れて榮三郎や行員の業務の差し障りとなるため、閻魔紙に記載される。
入院中のあさを見舞った時に、生命保険のことを話題にする。
祇󠄀園屋
演 - 旭堂南陵
大阪商人。
天神屋
演 - 林家竹丸
大阪商人。
神田屋
演 - 笑福亭銀瓶
大阪商人。
後藤の妻
演 - 七海薫子
小さな古着屋・後藤屋の主人の妻。銀目廃止公布の混乱時に赤ん坊を連れて加野屋を訪れる。
加野屋から支払われた金で縫製業も始め、1891年（明治24年）の時点で船場一大きな仕立屋になる。
加野銀行の大口取引先。また、あさの洋服の仕立て先。
うどん屋の主人
演 - 桂文珍
とめ
演 - 春やすこ
あさが妊娠・出産時に担当する産婆。
七宮
演 - 関秀人
あさが妊娠・出産時の主治医。
八五郎（はちごろう）
演 - JEFFI
加野屋の女中たちの間で評判な男前の大工。女中たちからは「八ちゃん」と呼ばれ、ふゆを見初めたのではと噂されるが、後に妻子がいることが判明する。
日野彦三郎（ひの ひこさぶろう）
演 - 上杉祥三
ふゆの父。京都で染物屋をしている。横暴で口が悪く、女性を下げずむ言動をする。
1879年、ふゆに山本との縁談を決めるが、彼女の不実を理由に破談を言い渡された際には、加野屋へ怒鳴り込み一方的にふゆを罵り乱暴を働く。その後ふゆを庇った亀助と口論から殴り合いの喧嘩へと発展するが、亀助に敗北し逃げ帰った。
山本平蔵（やまもと へいぞう）
演 - 山本浩司
彦三郎が、ふゆの縁談相手に決めた洋傘屋の主人。縁談が持ち上がった当初は加野屋の様子を執拗に観察し、店の者たちから怪しまれる。
ふゆが失恋した顛末を目撃したことを理由に破談を言い渡し、彦三郎から暴力を受ける彼女から目を背けるが、亀助に叱責され泣いて逃げ帰る。
民家の主人
演 - 海原かなた
写真屋の主人
演 - 海原はるか
教師
演 - むかいさとこ
千代の高等小学校の担任教師。
工藤徳右衞門（くどう とくえもん）
演 - 曾我廼家八十吉
加野銀行の大口顧客の資産家。あさに、娘・サカエの縁談の紹介を依頼するとともに、縁談に乗り気でないサカエについて相談する。
サカエが加野銀行に就職後は、娘の様子を伺いに毎日のように来店する様になる。そのため、閻魔紙に記載される。
銀行に就職したことが原因で娘の縁談がさらに遠のいたと憤り、当初はあさから求められた女子大学設立のための寄付を断る。数年後、多くの有力者たちが賛同に乗り出したことを知って考えが変わり、寄付を申し出る。
萬谷与左衛門（よろずや よざえもん）
演 - ラサール石井
正吉の知人でかつては大店を構えていたが、文明開化の波に乗ろうと色々と職を変えては失敗して落ちぶれ、新次郎と榮三郎に金の無心をしに加野銀行に来店するが、あさや女性行員に対して差別的な言動を発し、酒に酔っての担保のない借金の申し込みのため断られ、悪態をつき銀行を去る。そのため、最要注意人物として閻魔紙に記載される。
しばらくのちに再び酒に酔って加野銀行に現れ、起業の融資を求めるが、担保もない依頼のうえに悪態をついて暴れたため追い払われる。
その後も来店し、客から預かった金を女子大学設立の資金に回しているなど、あさの悪い噂を立てたり、女性行員に絡んだりするが、新次郎に力ずくで止められ追い払われる。その挙句に、あさに恨みを持ち、彼女を包丁で刺し逃げ去る。その後、事件が全国に報道され指名手配となる中を逃げ回り、ある夜、桜の幻覚を見ていた所を警察の職務質問を受け逮捕される。
医師
演 - 井之上淳
刺傷であさが入院した時の主治医。
看護師
演 - 鈴木麻衣花
刺傷であさが入院した時の看護師。厳格で口うるさく、病院で騒いだ千代たちは彼女に激しい叱責を受けた。
ヴォリンガー
演 - マッシュー
アメリカの建築家。
晴花亭に来店した際にあさと新次郎に出会う。日本の文化や宗教に興味を持ち来日したものの、文明開化により失われていく現状を嘆く。
大塚健作（おおつか けんさく）
演 - 渡辺いっけい
あさ・新次郎夫婦の主治医。
石川一富美（いしかわ かずとみ）
演 - 山口智充
加野屋に出入りする植木職人。
千代のままごとの友達
みよ
演 - かわさき鈴乃
かよ
演 - 細川凛乃
たつ吉
演 - 向井匠篤

### 九州の人々
櫛田そえ（くしだ そえ）
演 - 木村佳乃
九州の「蔵野炭坑」の経営者の未亡人。
亡き夫が大事にしていた炭坑の売却を考えるなか、あさから買収を名乗り出る旨の手紙が届く。後日、あさと対面し、彼女の考えや人柄を気に入り売却を決意する。その際に、これから女性が社会に出る世の中になると予見し、あさを応援する。
宮部源吉（みやべ げんきち）
演 - 梶原善
炭坑の支配人。初めて九州にやって来たあさと亀助を「蔵野炭坑」まで案内する。
日和見主義で、強気に出る坑夫に対しては言い返せずにいる。
大阪に来た際は洋装で、あさの辣腕ぶりを話す。
治郎作（じろさく）
演 - 山崎銀之丞
炭坑夫の親分。女である上に炭坑について無知なあさに当初は非協力的な態度を見せる。
炭坑を知り坑夫に歩み寄ろうと奮闘する彼女の様子を観察し、拳銃を見た際には仕方なく働く気持ちに変わる。しかしあさと宮部の相撲対決では無意識に彼女を応援し、最終的に勝利した彼女を信頼し協力する。
夜中に見かけた人影を疑い炭坑に入った際に落盤事故に巻き込まれるが、側道に逃げ込み命拾いする。
カズ
演 - 富田靖子
治郎作の妻。坑夫の妻仲間とともに、家事をこなしながら、自身も炭坑に入り夫を支え働く。
出会った当初からあさに親切に接し、炭坑の事情を教える。
福太郎（ふくたろう）
演 - 北原雅樹
炭坑夫の納屋頭。
伊作（いさく）
演 - 中山義紘
若手炭坑夫。
紀作（きさく）
演 - 平田理
炭坑夫。
サトシ / 松造（まつぞう）
演 - 長塚圭史（少年時代：久保憲生）
炭坑夫の納屋頭。様々な現場を渡り歩いた末に蔵野炭坑にやってきた。大阪の人間が嫌いだと言い、炭坑にやって来たあさを冷たい目で見たり、炭坑の仕組みの改革案にも最後まで反対する。
やがて、加野屋から暖簾分け後に倒産し失踪した元大番頭の息子・松造だと判明する。父を見捨てたと加野屋を恨み、炭坑から手を引かせようと手下の坑夫たちを使い落盤事故を起こすが、正吉の話を聞いてわだかまりが解け、警察に出頭する。

### あさに影響を与えた人々
玉利友信
演 - 笑福亭鶴瓶
奈良の豪商。1867年、加野屋が経営危機に瀕し借金を申し込みに来たあさについて「日本一の女商人になる」と予見し、無利子で資金を貸す。
福沢諭吉（ふくざわ ゆきち）
演 - 武田鉄矢
教育者。明治11年、初めて上京した通りすがりのあさに道を訊ねられる。当初はあさを変わり者だと思っていたが牛鍋屋で再会し、しっかりした女性と認識を改め、女社長になることを勧める。
渋沢栄一（しぶさわ えいいち）
演 - 三宅裕司
「西の五代 東の渋沢」と言われる実業家。人々から「銀行の神様」と称されている。元大蔵省の官僚であり、山崎平十郎の元上司。生前の五代とも交流があり、彼からあさの評判を聞いていた。
銀行について助言を求めて来たあさと新次郎に、銀行経営についての大切さを説く。その中で五代や自身の考えとして、国益のために教育に力を注ぐことが必要と述べる。
成澤泉（なるさわ いずみ）
演 - 瀬戸康史
1888年に、あさが晴花亭で見かけた青年。澤山や同志社の新島らの紹介で、新潟で校長や牧師を務めたものの、勉学がしたいために帰阪した。妻に対しアメリカへ留学の希望を語る。
留学から帰国後、桃沢女学校の教員となるが退職。女性行員を採用した加野銀行やあさの評判を聞き、たびたび加野銀行の様子を観察しに来るが、要注意人物と見なされる。日本初の女子大学設立を目指し、あさに協力を求める。
あさが刺傷を受けた一件で山崎から叱責され、しばらく自己嫌悪に陥る。宜からあさからの伝言を聞いて初めて病室を訪れ、あさに詫びるが、共に再び頑張ろうと励まされる。その後、かねてから執筆していた女子教育についての論文「女子ノ教育ニ就テ」を書籍化し、全国的に女子教育の重要性を広めようと、伊藤博文をはじめとする著名人に直訴するなど精力的に活動する。
1901年、日の出女子大学校の初代校長となる。初心を忘れない様、自身の出発点の記念として以前あさに仕立ててもらったスーツを大事に着ている。
日本女子大学は成瀬仁蔵がモデルとしている。

### 女子大学校設立支援者
大隈重信（おおくま しげのぶ）
演 - 高橋英樹
明治維新の元勲にして東京専門学校創設者で元政治家。日本の女子にも高等教育が必要と訴えるあさの情熱と信念に関心を示し、女子大学校設立のために協力を約束する。
大隈綾子（おおくま あやこ）
演 - 松坂慶子
大隈重信の妻。日本初の女子大学校の設立を訴えるあさの考えに賛同し、あさの熱心な協力者となる。
山倉（やまくら）
演 - 宇仁菅真
成澤の支援者。
絹田（きぬた）
演 - 湯浅崇
学者で成澤の支援者。日の出女子大学設立後教員。

### その他の人々
大久保一蔵（おおくぼ いちぞう） → 大久保利通（おおくぼ としみち）
演 - 柏原収史
薩摩藩士。新政府・参与 → 内務卿。
同志の五代とは公私ともに親しく、互いに信頼を置いている。
明治11年、五代の紹介で上京したあさと知り合ってから数日後、暗殺される。
土方歳三（ひじかた としぞう）
演 - 山本耕史
新選組副長。資金調達のため加野屋を訪れる。
大石鍬次郎
演 - 森本覚
新選組隊士。資金調達のため土方とともに加野屋を訪れる。
三坂（みさか）
演 - 中川浩三
五代友厚の秘書。
成澤カナエ
演 - 宮嶋麻衣
成澤泉の妻。1888年、新潟から帰阪直後の夫と一緒に晴花亭で食事をする。
1891年の時点では、夢のために金を使い果たす夫に愛想をつかしたのではと、近隣に推測される。
倉掛則夫
演 - 中村育二
和歌山有田の庄屋。眉山家が住む村の世話役。菊とはつに琴の先生を頼むなど学のある眉山家とは懇意にしている。
東京の青果市場にみかんの卸値を掌握されている現状を改善しようと息子を東京の学校へ進学させて学問を学ばせ、いずれは藍之助と共に頑張ってもらおうと考えている。
村田清二（むらた せいじ）
演 - 井上拓哉
東柳啓介の友人。東柳啓介と共に入院中の恩師を見舞う。
田村フナ
演 - 高橋由美子
田村宜の母。
宜が平凡で器量が悪いと思い込み、高等女学校卒業後は早く嫁入りさせようとしていたが、あさと語らい考えを改める。また、あさの口添えで、宜が秘書見習いに就くことも承諾する。
宜が日の出女子大学校の1期生に推薦されて難色を示すが、大学校の入学希望者数が当初の予想を大きく上回っていることを知らされ、学問をしたいと望む女性が全国に大勢存在する現実を知るに至って、ようやく宜の進学を認める。
ツネ
演 - 松永玲子
雁助の妻。雁助が40歳代の頃には、既に娘・ツゲを連れて家出していた。なお、その間に雁助に宛てた封書の差出人は「仙波つね」と表記している。
雁助が負傷し重体に陥ったことが原因でマッチ工場の経営が上手くいかなくなり、榮三郎に金の用立てを請う手紙を送る。また、雁助の見舞いに来たうめに、仕事一筋で家庭を顧みなかった加野屋時代の夫についての愚痴をこぼす。
雁助が工場経営から引退した頃には、既に他界している。
ツゲ
演 - 舞羽美海
雁助の娘。1888年（明治21年）頃に大病を患い、雁助が加野屋を辞めるきっかけとなる。あさが刺傷での退院頃には、既に病気は回復している。
竹男（たけお）
演 - 中村大輝
ツゲの夫。雁助とともにマッチ工場を営む。
古田信男
演 - 宮根誠司
東京の生命保険会社「古川生命」の社長。
富永巌
演 - 松平定知
九州の資産家を発起人とした生命保険会社「福豊生命」の社長。
平塚明（ひらつか はる） → 平塚らいてう（ひらつか らいちょう）
演 - 大島優子
日の出女子大学の学生。
あさの言動を高慢で恩着せがましく感じて悪口を校内に広めるが、宜に注意されて直接本人に不服を述べる。逆にあさからやんわりと褒められ、拍子抜けするが、あさを超える女性になると決意し帰路につく。
後に雑誌「青鞜」を刊行し、婦人運動に邁進していく。
高橋ゆか（たかはし ゆか）
演 - 櫻井美賛子
日の出女子大学の学生。平塚明とともに加野銀行を訪れる。
斉藤のり（さいとう のり）
演 - 新峯夢実
日の出女子大学の学生。平塚明とともに加野銀行を訪れる。

## オープニング
タイトルロゴは、日の出をイメージしたデザインの左側に「連続テレビ小説」のクレジットが入り、その下に「あさが来た」と、右に行くに従って文字が小さくなるデザイン。オープニングのタイトルロゴ表示の際は、ロゴ全体をやや左に傾けた形になる。アバンタイトルの有無にかかわらず、「連続テレビ小説」のクレジットは必ず入る。最終回はアバンタイトルなしにタイトルロゴから始まった。
オープニングは江戸時代の街並みや商家の屋根、加野屋の両替商を象徴する天秤ばかりや分銅、三味線などをイメージしたイラスト風の画面に、ヒロイン・あさの写真（一部動画）を絡ませたアニメーションである。

## エンディング
「がんばる女性たち」と題し、一般公募に寄せられた、様々な場所でがんばる様々な年代の女性たちの写真を紹介する。
また、土曜日分は若き日のあさが写真を掲げ、顔を出す形で登場する。最終回は「半年間ありがとうございました」と言葉を添えた「白岡あさ さん」の写真であった。

## スタッフ
- 原案 - 古川智映子『小説 土佐堀川』（潮出版社）
- 脚本 - 大森美香
- 音楽 - 林ゆうき
- 主題歌 - AKB48「365日の紙飛行機」（キングレコード）[105] 作詞:秋元康、作曲:角野寿和・青葉紘季、編曲:清水哲平
- 語り - 杉浦圭子[106]（NHK大阪放送局アナウンス室チーフアナウンサー）
- 副音声解説 - 松田佑貴
- あさが来た1週間[注 30] / 5分で「あさが来た」ナレーター - 田代杏子（NHK大阪放送局アナウンサー）
- まだ間に合う「あさが来た」 / 総集編前編ナレーション - 一柳亜矢子（NHK大阪放送局アナウンサー）
- 時代考証 - 宮本又郎、原口泉
- 資料提供 - 高槻泰郎、山村竜也、門松秀樹、和歌山県有田市、大阪市立クラフトパーク、慶應義塾福澤研究センター
- 風俗考証 - 谷直樹
- 模型提供 - 原信太郎
- 京都ことば指導 - 三谷昌登、八田麻住
- 大阪ことば指導 - 松寺千恵美[107]
- 薩摩ことば指導 - 井之上淳
- 福岡ことば指導 - 落合智子
- 所作指導 - 藤間豊宏
- 筝・三味線指導 - 松浪千壽[108][109]
- そろばん指導 - 木下和真[110]
- 書道指導 - 今口鷺外[111]
- 茶道指導 - 水野規素子、米澤宗昭
- 助産指導 - 植田充治、前田利子
- 医事指導 - 西谷昌也、植田充治
- 折り紙指導 - 武井典子
- アクション・殺陣指導 - 中村健人[112]
- 料理指導 - 広里貴子
- 呉服指導 - 高田啓史
- 裁縫指導 - 笠谷弘子、長谷川順子
- 縄ない指導 - 高岡實
- 生け花指導 - 神前光園
- 演出 - 西谷真一、新田真三、佐々木善春、尾崎裕和、中野亮平、鈴木航
- 制作統括 - 佐野元彦
- プロデューサー - 福岡利武、熊野律時
- 美術 - 西村薫、谷口聖子、藤井俊樹
- 技術 - 坂本忠雄、江川治朗
- 音響効果 - 原大輔、柳川起彦、木村充宏、武田文
- 編集 - 江川雅美、狩森ますみ（総集編前編のみ）
- 撮影 - 杉山吉克、武田篤史、関照男
- 照明 - 吉本和信、根来伴承
- 音声 - 深田次郎、田中高晴、中越真司、佐藤稔
- 映像技術 - 上田達也、中元将人
- VFX - 佐久間正泰、北昌規、田知行義光
- 記録 - 奥井富美子
- タイトル制作 - 副田高行[102]
- タイトル画 - 藤枝リュウジ[102]
- 撮影協力 - 滋賀ロケーションオフィス、奈良県橿原市今井町、姫路フィルムコミッション、亀岡市観光協会、わかやまフィルムコミッション、和歌山県有田市、淡路島フィルムオフィス

## 放送日程
| 週                                                                          | 回        | 放送日                    | サブタイトル         | 演出       |
| --------------------------------------------------------------------------- | --------- | ------------------------- | -------------------- | ---------- |
| 1                                                                           | 01 - 06   | 2015年09月28日 - 10月03日 | 小さな許嫁           | 西谷真一   |
| 2                                                                           | 07 - 012  | 10月05日 - 10月10日       | ふたつの花びら       | 西谷真一   |
| 3                                                                           | 013 - 018 | 10月12日 - 10月17日       | 新選組参上！         | 西谷真一   |
| 4                                                                           | 019 - 024 | 10月19日 - 10月24日       | 若奥さんの底力       | 新田真三   |
| 5                                                                           | 025 - 030 | 10月26日 - 10月31日       | お姉ちゃんに笑顔を   | 新田真三   |
| 6                                                                           | 031 - 036 | 11月02日 - 11月07日       | 妻の決心、夫の決意   | 佐々木善春 |
| 7                                                                           | 037 - 042 | 11月09日 - 11月14日       | だんな様の秘密       | 西谷真一   |
| 8                                                                           | 043 - 048 | 11月16日 - 11月21日       | 京都、最後の贈り物   | 西谷真一   |
| 9                                                                           | 049 - 054 | 11月23日 - 11月28日       | 炭坑の光             | 新田真三   |
| 10                                                                          | 055 - 060 | 11月30日 - 12月05日       | お姉ちゃんの旅立ち   | 佐々木善春 |
| 11                                                                          | 061 - 066 | 12月07日 - 12月12日       | 九転び十起き         | 尾崎裕和   |
| 12                                                                          | 067 - 072 | 12月14日 - 12月19日       | 大阪一のおとうさま   | 西谷真一   |
| 13                                                                          | 073 - 078 | 12月21日 - 12月26日       | 東京物語             | 西谷真一   |
| 14                                                                          | 079 - 084 | 2016年01月04日 - 01月09日 | 新春、恋心のゆくえ   | 新田真三   |
| 15                                                                          | 085 - 090 | 01月11日 - 01月16日       | 大阪の大恩人         | 佐々木善春 |
| 16                                                                          | 091 - 096 | 01月18日 - 01月23日       | 道を照らす人         | 西谷真一   |
| 17                                                                          | 097 - 102 | 01月25日 - 01月30日       | 最後のご奉公         | 西谷真一   |
| 18                                                                          | 103 - 108 | 02月01日 - 02月06日       | ようこそ！銀行へ     | 佐々木善春 |
| 19                                                                          | 109 - 114 | 02月08日 - 02月13日       | みかんの季節         | 中野亮平   |
| 20                                                                          | 115 - 120 | 02月15日 - 02月20日       | 今、話したい事       | 西谷真一   |
| 21                                                                          | 121 - 126 | 02月22日 - 02月27日       | 夢見る人             | 西谷真一   |
| 22                                                                          | 127 - 132 | 02月29日 - 03月05日       | 自慢の娘             | 鈴木航     |
| 23                                                                          | 133 - 138 | 03月07日 - 03月12日       | 大番頭のてのひら     | 新田真三   |
| 24                                                                          | 139 - 144 | 03月14日 - 03月19日       | おばあちゃんの大仕事 | 新田真三   |
| 25                                                                          | 145 - 150 | 03月21日 - 03月26日       | 誇り高き人生         | 尾崎裕和   |
| 26                                                                          | 151 - 156 | 03月28日 - 04月02日       | 柔らかい心           | 西谷真一   |
| 平均視聴率23.5%（視聴率はビデオリサーチ調べ、関東地区・世帯・リアルタイム） |           |                           |                      |            |

※ 総集編のサブタイトルは、第13週までの前編は、第11週の「九転び十起き」が用いられ、第14週以後の後編は、予告ではNHKプレマップが「文明開化編」 としていたが、総集編では最終週の「柔らかい心」が用いられた。
※ 2015年12月31日放送の第66回NHK紅白歌合戦の企画コーナーで、紅白特別編となるドラマ「加野屋の大みそか」が放送された。
※ 2016年1月3日に「新春ごあいさつ『新年が来た』」が、主題歌を歌うAKB48の山本彩が加野屋のセットを訪れた様子 も含めて放送された。
※ 2016年1月9日に行われたイベント「土曜スタジオパーク in 大阪 〜あさが来たスペシャル〜」が、NHK総合で全国生放送された。
※ 白岡あさのモデルの広岡浅子を紹介する番組が、2016年2月17日にBSプレミアム、3月27日にNHK総合や、民放でも放送された。

### 放送日程変更
- 2016年1月14日（第88回）総合再放送は、北海道と青森県で12時25分頃観測された震度5弱の地震ニュースのため、1月15日12時30分から45分に放送された[127]。
- 2016年1月29日（第101回）総合再放送は、「天皇皇后両陛下 フィリピン戦没者慰霊」ニュースを放送する特別編成のため、12時20分から35分に放送された[128]。
- 2016年3月31日（第154回）総合再放送は、第88回選抜高等学校野球大会決勝（香川県立高松商業高校 vs 奈良・智弁学園戦）のため、12時15分から30分に放送された[129]。

## 総集編

### ダイジェスト放送
- あさが来た一週間（20分）[注 30]：NHK総合、日曜11時 - 11時54分（2015年10月4日 - ）
- 5分で「あさが来た」：NHK総合、土曜14時50分 - 14時55分 / 日曜5時45分 - 5時50分 / 日曜17時55分 - 18時（2015年10月4日 - 、スポーツ中継、または番組審議会報告〈最終日曜5時45分〉のある日は休止・変更）
- まだ間に合う「あさが来た」：NHK総合・NHK BSプレミアム（2015年11月3日 - ）
- びっくりぽん！「あさが来た」ダイジェスト：NHK総合、2015年12月31日 7時20分 - 10時5分 / 10時:10分 - 11時54分[113]
  - 「あさが来た1週間」（20分）13週分（第1週 - 第8週 7時20分 - 10時5分 / 第9週 - 第13週 10時10分 - 11時54分）を、一挙に再放送する。なお、1時間に1回2分程度のステーションブレイクで番組宣伝が行われ、1月4日から放送される後編の予告「NHKプレマップ」も放送された。

### 総集編
- 連続テレビ小説「あさが来た」総集編（前編）「九転び十起き」
  - NHK総合、2016年1月2日 16時 - 17時54分[113][130]
  - NHK総合、2016年5月5日 8時15分 - 10時10分（再放送）[131][132]
  - BSプレミアム、2016年5月22日、15時 - 16時54分（再放送）[133]

- 連続テレビ小説「あさが来た」総集編（後編）「柔らかい心」
  - NHK総合、2016年5月5日 10時15分 - 11時・11時1分 - 11時54分[115][132][注 31]
  - BSプレミアム、2016年5月29日、15時15分 - 16時53分（再放送）[133]

## スピンオフドラマ
2016年3月3日に亀助を主人公にしたスピンオフが制作されることが発表され、『あさが来たスピンオフ 割れ鍋にとじ蓋』（あさがきたスピンオフ われなべにとじぶた）のタイトルで4月23日21時 - 22時30分にBSプレミアムのザ・プレミアム枠で放送された。
サツキ役にともさかりえを加え、脚本は三谷昌登、大森美香は脚本監修を担当する。演出は西谷真一。
大阪ことば指導 - 松寺千恵美、京都ことば指導 - 八田麻住、所作・日本舞踊指導 - 藤間豊宏、三味線指導 - 松浪千壽、アクション指導 - 中村健人。

### あらすじ（スピンオフ）
加野屋の人々が加野銀行の開業準備に追われている時のこと。九州でふゆと娘・ナツと幸せに暮らす中番頭・亀助は、ふゆの父・日野彦三郎に結婚の許しをもらっていないことをいつも気に掛けていた。
加野銀行設立の準備で一時帰阪するという時に、日野に会ってもらえることになり、亀助は晴花亭を面会場所に選ぶ。加野屋には迷惑をかけたくなくて、日野に会うことも加野屋の人々には内緒にしていたが、よのや榮三郎たち加野屋の面々は事情を知って、亀助一人で大丈夫だろうかと心配する。
晴花亭では、亀助が雁助相手に挨拶の練習をしていたが、そこには、芸者時代に舞の名手と言われた、美和の元姐芸妓・サツキが、夫が浮気をしていると思い込んで家出をして来ていた。

### 登場人物（スピンオフ）
三宅弘城、ともさかりえ、山内圭哉、友近、桐山照史、野々すみ花、清原果耶（ふゆ）
楠見薫、柳生みゆ、山本浩司、竹下健人、杉森大祐、清水胡桃（ナツ）
上杉祥三 / 風吹ジュン / 波瑠、玉木宏

## 受賞
- 第24回橋田賞[139]
  - 連続テレビ小説『あさが来た』
  - 大森美香（脚本）
- 第88回ザテレビジョンドラマアカデミー賞[140][141]
  - 最優秀作品賞
  - 主演女優賞（波瑠）[142]
  - 助演男優賞（玉木宏）[143]
  - ドラマソング賞（「365日の紙飛行機」AKB48）
  - 脚本賞（大森美香）
  - 監督賞（西谷真一）
  - 特別賞（“五代様ブーム”）[144]
- 東京ドラマアウォード 2016[145]
  - 作品賞・連続ドラマ グランプリ
  - 主演女優賞（波瑠）
  - 助演男優賞（ディーン・フジオカ）
- 2016年エランドール賞 新人賞[146]
  - 柄本佑
- 2017年エランドール賞 新人賞[147]
  - 波瑠
  - ディーン・フジオカ
- 2016年コンフィデンスアワード・ドラマ年間大賞 新人賞
  - ディーン・フジオカ

## 作品の評価

### 視聴率
初回放送視聴率は21.2%（ビデオリサーチ調べ、関東地区・世帯。以下略）となり、平成25年度前期作『あまちゃん』から6作連続で初回視聴率20%超えを維持した。
10月16日（第3週）放送の第17回の視聴率は23.1%となり前々作『マッサン』の最終週（3月23日 - 28日）以来となる23%超えを記録した。板野裕爾放送総局長は10月21日の定例会見にて「評価も高く、ありがたい。通常、窓口には批判的な意見が多く寄せられるが、ここ何年かでは珍しく好評な意見が多い。いいスタートが切れた」と述べた。
週間平均視聴率は初週20.3%で、初週から最終週まで26週連続で20%以上（第6週から最終週までは21週連続で23%以上）を保った。第3週（10月12日 - 10月17日）に21.4%を記録してから第7週まで（第7週と第8週は同率の24.0%）毎週記録を更新して第10週（11月30日 - 12月5日）に25.2%を記録すると、その後もその好調を維持したまま最終週まで23%から25%の週間平均視聴率を保ち、2002年前期放送の『さくら』の23.3%を超え、冒頭に記載の通り放送期間平均視聴率23.5%を記録した。
最終回の視聴率は27.0%、自己最高は12月4日放送の第59回の27.2%。また、7時30分から45分にBSプレミアムで放送の期間平均視聴率は5.6%であった。

### 反響
正籬聡NHK大阪放送局長は2016年4月7日の大阪局の定例会見で、番組公式ホームページなどに1万2000件を超える意見があり、「ドラマチックな展開に感謝するもの」が多かったことを報告した。また、佐野元彦制作統括は、ドラマのエンディング場面に予想以上の反響があったことを報告し、「でこぼこ夫婦の絆を最後にもう1度、しっかりと描きたかった」と述べた。
これに先立ち4月4日に、NHKを通じて波瑠が「放送は終わってしまいますが、びっくりぽんなこの物語が、みなさんの心の中にいつまでも生き続けますように。ありがとうございました」と感謝のコメントと、佐野元彦もお礼とともに「『近くにいる大切な人をもっと大事にしよう』という気持ちになった瞬間があったとしたら、制作者冥利に尽きます」というコメントを出した。
大阪放送局は4月11日に、大阪局アトリウムで公開されたセット展示会は、2016年3月28日から4月10日までの最終集計で7万7000人の来場者があったと公表した。またNHKはセット展示会について、3月28日から4月10日までの2週間に7万7500人を超える来場者があり、会場で行ったアンケートの98%が好評意見だったと、2016年5月24日の「視聴者のみなさまとのふれあい活動」に於いて報告した。
2019年3月放送の『朝ドラ100作！ 全部見せますスペシャル〜歴代ヒロインがチコちゃんに叱られる!?〜』において視聴者が選ぶ〈イチオシ朝ドラ〉ランキングで2位の『あまちゃん』に1万票以上の差をつけて1位（3万9198票）となった。

## ドラマの影響
- 2015年10月から放送開始した、広岡浅子が登場する大同生命のアニメーションCMについて[168]、アニメーションを制作した有限会社トラッシュスタジオの代表取締役・釘宮陽一郎は、大同生命の創業者の広岡浅子の生涯をアニメCM化するという企画で引き受けただけで全くドラマの情報は知らなかったものの、ドラマ人気の大きさからの反響と、波瑠が演じる主人公とアニメのキャラクターがピッタリイメージが重なって見えたことへの驚きを述べている[169]。
  - 主人公のあさを演じた波瑠が、2016年10月1日から大同生命のイメージキャラクターに起用された[170]。
- 日本取引所グループの大阪取引所の見学者が急増した[171]。
- 航空自衛隊小松基地は、2015年10月下旬からF15戦闘機の訓練飛行開始時間をそれまでの午前8時から約10分早め、ドラマ視聴時の騒音に関する基地周辺への配慮を行った[172]。
- 本作の主題歌「365日の紙飛行機」がカップリングされているCD「唇にBe My Baby」が、ドラマの高視聴率を受けて帯の仕様を変更した[173]。
- 桑折町の旧伊達郡役所で特別展「半田銀山と五代友厚の足跡」を開催したところ、前年同期と比べ同館の利用者数は約10倍になった[174]。
- 本作に登場する加野銀行のモデルの唯一現存する支店建物として旧加島銀行池田支店がドラマファンの注目を集め、池田市がPRに乗り出した[175]。
- 尼崎市のユニチカ記念館[注 32] の来館者が急増した[176]。
- 2012年から開催していた大同生命大阪本社の「創業110周年記念特別展示」の来訪者が急増し、展示終了予定日2016年3月31日を9月30日までに延長し[177]、さらに、2017年3月31日まで半年間延長した[178]。
- 飯塚市は、旧伊藤伝右衛門邸の「朝ドラが結ぶ飯塚 広岡浅子と炭鉱王伊藤伝右衛門の実像」の展示終了予定日2015年12月を2016年3月まで延長し、さらに2017年3月末まで1年間延長した[179]。

## イベント
- NHKスタジオパーク 「あさが来た」展（2015年9月29日 - 11月29日、NHK放送センター）[180]
- JOBK放送開始90年記念 「BKワンダーランド」（2015年10月31日 - 11月3日  、NHK大阪放送会館）[26][181]
  - 「あさが来た」プレミアムトーク（波瑠、玉木宏、ディーン・フジオカ）
  - スタジオセット公開（加野屋）、セット公開（加野炭坑）、写真撮影コーナーなど
- 連続テレビ小説「あさが来た」パネル展
  - 2015年10月10日 - 未定、NHK京都放送局、視聴者公開スペース（2階回廊）[182]
  - 2015年11月14日 - 20日、大阪市交通局、地下鉄堺筋線北浜駅画廊（地下鉄堺筋線「北浜」駅構内）[183]
  - 2015年12月1日 - 11日、NHK北九州放送局 4階 リバーサイドスタジオ[184]
  - 2015年12月7日 - 18日、大阪商工会議所 1階ロビー（主催：NHK大阪放送局、大阪「あさが来た」推進協議会）[185]
  - 2016年1月7日 - 20日、大阪市役所本庁舎 1階市民ロビー（主催：NHK大阪放送局、大阪「あさが来た」推進協議会）[186]
  - 2016年1月19日 - 4月2日[注 33]、桑折町文化記念館（旧伊達郡役所）（主催：NHK福島放送局、共催：桑折町）[188]
  - 2016年2月1日 - 13日、大阪市交通局、地下鉄堺筋線「北浜駅」構内[189]
  - 2016年3月4日 - 16日、大阪市立中央図書館 2階閲覧室・1階エントランス（主催：NHK大阪放送局、大阪「あさが来た」推進協議会）[190][191]
- 土曜スタジオパーク in 大阪 〜あさが来たスペシャル〜（2016年1月9日、NHK大阪ホール）
  - NHK総合で全国生放送された[120][121]
  - ドラマの制作エピソードや今後の見どころ、本人が選ぶ思い出のシーン
  - 会場からの質問コーナーなどのトークショー（出演：波瑠、玉木宏、三宅弘城、友近 / ゲスト：清原果耶）
- 連続テレビ小説「あさが来た」特別展示（2016年1月20日 - 2月2日、日本橋三越 本館3階ライトウェル）[192]
  - ドラマで使用された衣装や小物などの展示（主催：NHKサービスセンター）
- 連続テレビ小説「あさが来た」ラッピング電車とラッピングバスの運行（2016年1月24日 - 5月7日[注 34]、大阪市交通局）[194][195]
  - あさ役の波瑠と新次郎役の玉木宏が加野銀行の前に立つデザインを施したラッピング電車
  - 番組ポスターのデザインと、白岡あさのモデルの広岡浅子関連のデザインを施したラッピングバス
- NHK京都感謝祭 〜ありがとう！新会館オープン1周年〜（2016年2月20日、NHK京都放送局）[196]
  - 「あさが来た」プレミアムトークショー（辰巳琢郎）
- 連続テレビ小説「あさが来た」のセット公開（2016年3月28日 - 4月10日、NHK大阪放送局1階アトリウム）[197][198]
  - セットを1階アトリウムに移動し、あさ愛用のそろばん、五代があさに持たせたピストルや新次郎愛用の巾着、加野屋の看板などの小物やあさ、新次郎、成澤の衣装などが展示された[199][200]
  - 2016年3月28日から10日間の途中経過で5万2600人[161]、最終日の4月10日までに7万7000人の来場者があったと公表され[164]、2016年5月24日「視聴者のみなさまとのふれあい活動」では、期間中7万7500人を超える来場者で大盛況だったと報告された[165]
- 連続テレビ小説「あさが来た」最終回を見る会（2016年4月2日、NHK大阪ホール）[201][202]
  - 最終回上映、ミニトークショー（波瑠、三宅弘城、大森美香）
  - 番組への感謝の思いが書き込まれた、高さ約5メートルの特大バナーが公開された[203]
    - その後、NHK大阪放送局アトリウムにて5月8日まで公開される[204]

  - 終了後にファンが出待ちし、朝ドラとしては異例の熱狂的な展開になったと報道された[205]

※ この他に、白岡あさのモデルの広岡浅子を紹介する展示会が、大阪「あさが来た」推進協議会、大同生命、日本女子大学や、旧伊藤伝右衛門邸、近江八幡市立郷土資料館、八重洲ブックセンター本店、ホテルルビノ京都堀川、霊山歴史館 などで開催された。

## 関連商品

### 書籍
ドラマガイド（NHK出版）
- NHKドラマ・ガイド 連続テレビ小説 あさが来た Part1 （2015年9月25日、ISBN 978-4149235738）
- NHKドラマ・ガイド 連続テレビ小説 あさが来た Part2 （2016年1月25日、ISBN 978-4149235745）

ノベライズ（NHK出版）
青木邦子によるノベライズ。
- NHK連続テレビ小説 あさが来た 上（2015年9月25日、ISBN 978-4140056714）
- NHK連続テレビ小説 あさが来た 下（2016年3月9日、ISBN 978-4140056721）

その他
- あさが来た メモリアルブック（ステラMOOK、2016年3月18日、NHKサービスセンター、ISBN 978-4871081283）
- 連続テレビ小説 あさが来た ファンブック（2016年3月11日、洋泉社、ISBN 978-4800308689）
- あさが来た 白岡あさ・新次郎語録（作：大森美香、2016年3月12日、扶桑社、ISBN 978-4594074579）
- 月刊ドラマ 2016年4月号（2015年3月18日、映人社、ASIN B01AO0ZLBI）
  - 第1週と第10週（大森美香自薦）の脚本と、大森のインタビューを掲載

### 映像商品
連続テレビ小説 あさが来た 完全版 Blu-ray / DVD（NHKエンタープライズ）
- BOX1（第1週 - 第6週収録、2016年2月26日、ASIN B018Q7YKO0 / ASIN B018Q864WU）
- BOX2（第7週 - 第16週収録、2016年4月22日、ASIN B018THUP32 / ASIN B018THY84O）
- BOX3（第17週 - 第26週収録、2016年6月24日、ASIN B018TI169S / ASIN B018TI2S2W）

連続テレビ小説 あさが来た スピンオフ 割れ鍋にとじ蓋（2016年7月22日、NHKエンタープライズ）
- Blu-ray（ASIN B01EUX8A7W） / DVD（ASIN B01EUXBZ10 ）

### 音楽商品
サウンドトラック
連続テレビ小説 あさが来た オリジナル・サウンドトラック（キングレコード）
- Vol.1（2016年1月27日、ASIN B0187TI548）
- Vol.2（2016年2月24日、ASIN B019FOT1GK）
- Vol.3（2016年4月27日、ASIN B01BX9D5CG）

主題歌
AKB48「365日の紙飛行機」
- 楽譜（2015年11月12日、NHK出版、ISBN 978-4140553480）※NHK出版オリジナル楽譜シリーズ
- 楽譜 ピアノピース1222（2015年12月29日、フェアリー、ISBN 978-4777622658）※ピアノソロ・ピアノ&ヴォーカル
- 楽譜 ギターピース231（2016年1月8日、フェアリー、ISBN 978-4777622788）※ギターソロ・ギター&ヴォーカル
- 楽譜 バンドスコアピース1815（2016年2月19日、フェアリー、ISBN 978-4777622924）
- ピアノミニアルバム（2015年12月11日、ヤマハミュージックメディア、ISBN 978-4636920178）
- 女声三部&同声二部合唱ミニアルバム（2016年1月15日、ヤマハミュージックメディア、ISBN 978-4636928709）